# Liste der Biografien/Ly
Liste der Biografien |
Portal Biografien |
Personensuche
# |
A |
B |
C |
D |
E |
F |
G |
H |
I |
J |
K |
L |
M |
N |
O |
P |
Q |
R |
S |
T |
U |
V |
W |
X |
Y |
Z |
?
 
La |
Lb |
Lc |
Le |
Lg |
Lh |
Li |
Lj |
Ll |
Lm |
Lo |
Lp |
Lt |
Lu |
Lv |
Lw |
Lx |
Ly |
Lz
Die Liste der Biografien führt alle Personen auf, die in der deutschsprachigen Wikipedia einen Artikel haben. Dieses ist eine Teilliste mit 840 Einträgen von Personen, deren Namen mit den Buchstaben „Ly“ beginnt.

## Ly
- Lý Nam Đế (503–548), Erster Kaiser von Vietnam
- Lý Thái Tổ (974–1028), General und König von Đại Cồ Việt
- Lý Thái Tông (1000–1054), Kaiser von Đại Cồ Việt, zweiter Kaiser der Lý-Dynastie
- Lý Tự Trọng (1914–1931), vietnamesischer kommunistischer Widerstandskämpfer
- Ly, Arria (1881–1934), französische Journalistin und Feministin
- Ly, Awa (* 1977), französische Singer-Songwriterin und Schauspielerin
- Ly, Grete (1885–1942), deutsche Soubrette, Schauspielerin und Filmproduzentin
- Lý, Hoàng Nam (* 1997), vietnamesischer Tennisspieler
- Ly, Ladj, französischer Filmemacher und SchauspielerLadj Ly

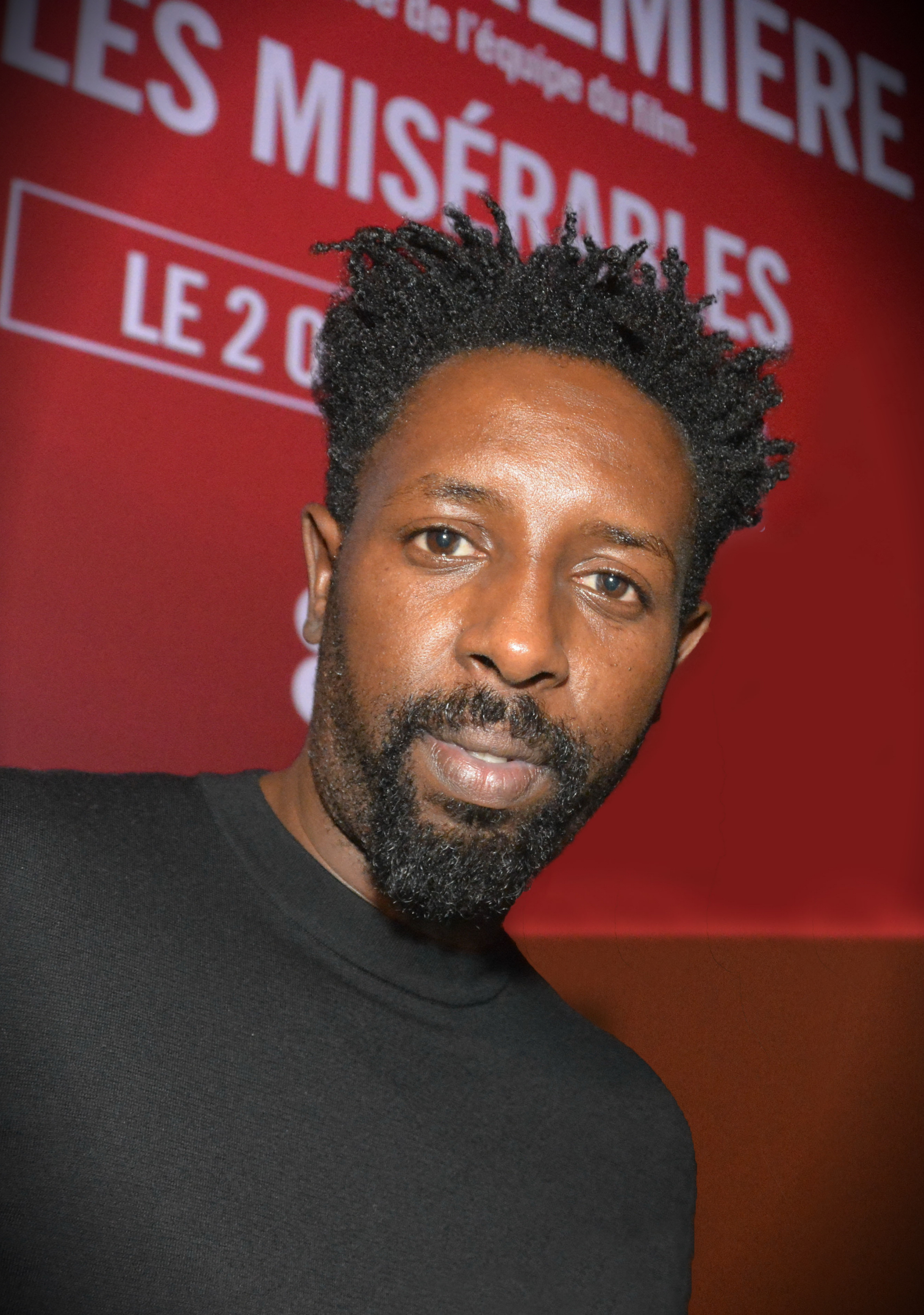
Ladj Ly

- Ly, Minh (* 1967), US-amerikanisch-vietnamesischer Pokerspieler
- Ly, Oumar Tatam (* 1963), malischer Politiker
- Ly, Souleymane (1919–1994), nigrischer Pädagoge und Politiker
- Lý, Thường Kiệt (1019–1105), Vietnamesischer General, Politiker, Lyriker und Nationalheld
- Ly-Lebreton, Denise († 1995), französische Sinologin, Autorin und Übersetzerin
- Lý-Nguyễn, Savanna (* 2000), vietnamesische Tennisspielerin

### Lya
- Lyacos, Dimitris (* 1966), griechischer Dichter und Dramatiker
- Lyall Grant, Mark (* 1956), britischer Diplomat und Regierungsbeamter, Ständiger Vertreter bei den Vereinten Nationen, Unternehmensberater
- Lyall, Arron (* 2003), schottischer Fußballspieler
- Lyall, Barbara (* 1944), britische Sprinterin
- Lyall, Beatrix (1873–1948), englisch-britische Sozialreformerin und Lokalpolitikerin
- Lyall, Billy (1953–1989), schottischer Komponist und Keyboarder
- Lyall, Charles James (1845–1920), britischer Orientalist und Übersetzer arabischer Poesie
- Lyall, Chick (* 1958), schottischer Jazzpianist und Komponist
- Lyall, Gavin (1932–2003), britischer Journalist und Schriftsteller
- Lyall, Laura Muntz (1860–1930), kanadische Malerin des Impressionismus
- Lyambiko (* 1978), deutsche JazzsängerinLyambiko (* 1978)

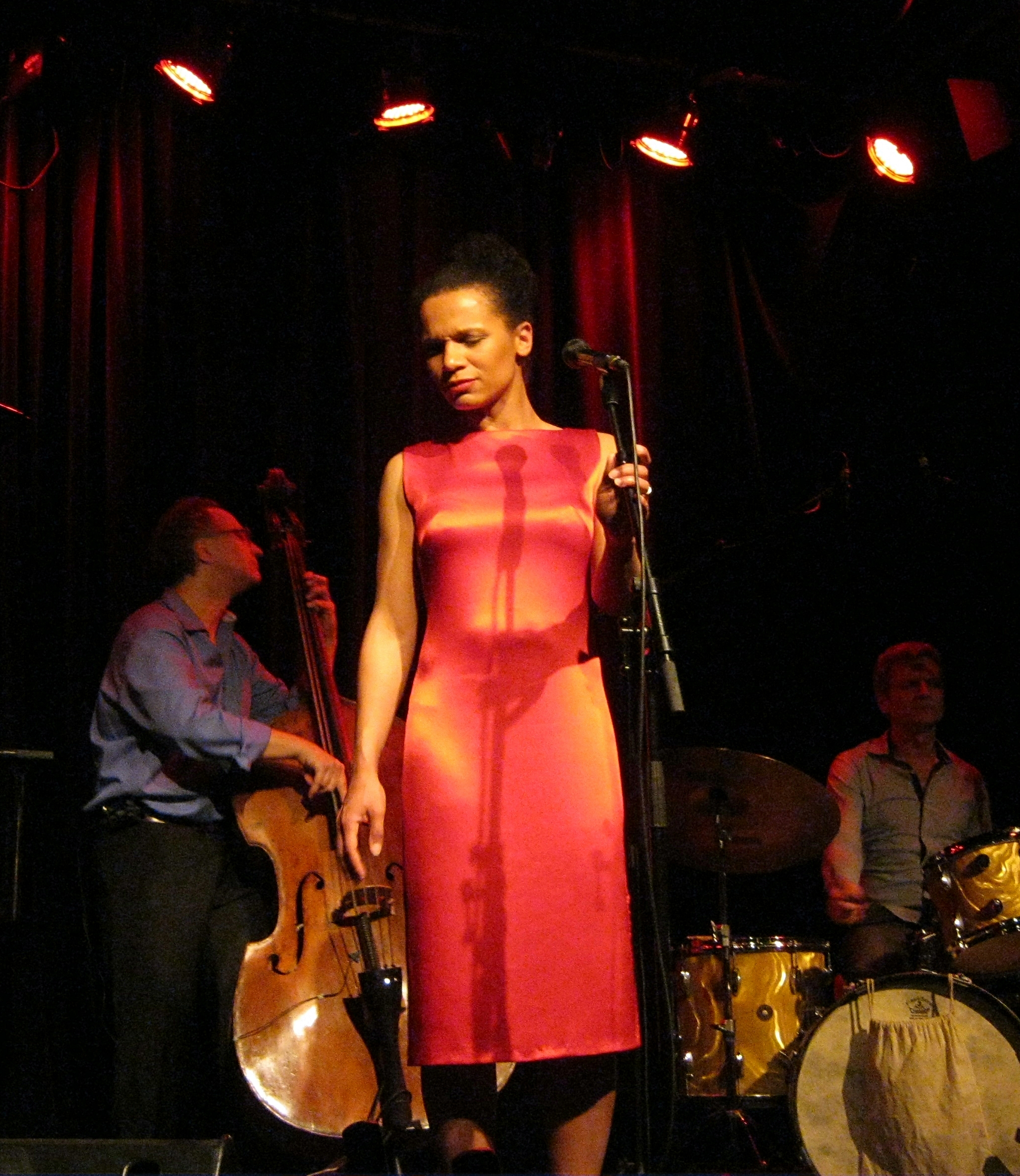
Lyambiko (* 1978)

- lyaMpingana, Nehale († 1908), König von Ondonga
- Lyanco (* 1997), brasilianischer Fußballspieler
- Lyanga, Jacqueline, tansanische Filmkuratorin
- Lyard, Cédric (* 1972), französischer Vielseitigkeitsreiter
- Lyautey, Hubert (1854–1934), französischer MarschallHubert Lyautey (1854–1934)

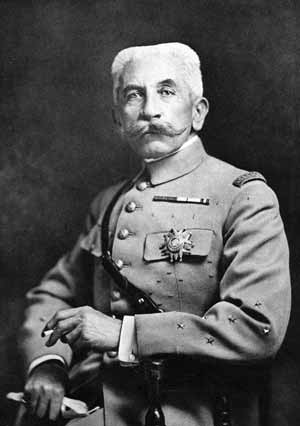
Hubert Lyautey (1854–1934)

### Lyb
- Łybacka, Krystyna (1946–2020), polnische Politikerin, Mitglied des Sejm, MdEP
- Lybaert, Théophile (1848–1927), belgischer Maler und Bildhauer
- Lybbert, Donald (1923–1981), US-amerikanischer Komponist und Musikpädagoge
- Lybeck, Mikael (1864–1925), finnlandschwedischer Schriftsteller
- Lybeck, Sebastian (1929–2020), finnlandschwedischer Autor von Kinderbüchern
- Lybecker, Georg († 1718), schwedischer Freiherr und Generalleutnant der schwedischen Armee
- Lybekk, Else-Marthe Sørlie (* 1978), norwegische Handballspielerin
- Lyberth, Enos (1931–2016), grönländischer Politiker (Siumut)
- Lyberth, Jens (* 1952), grönländischer Politiker (Siumut), Gewerkschafter und Rundfunkintendant
- Lyberth, Juaaka (* 1952), grönländischer Musiker, Schriftsteller und Kommunalpolitiker
- Lyberth, Kaj (* 1954), grönländischer Politiker (Siumut) und Lehrer
- Lyberth, Karl (1894–1977), grönländischer Landesrat
- Lyberth, Karl (* 1959), grönländischer Politiker
- Lyberth, Naja (* 1962), grönländische Psychologin und Aktivistin
- Lyberth, Nathan (1864–1921), grönländischer Landesrat
- Lyberth, Rasmus (* 1951), grönländischer Sänger, Songwriter und Schauspieler
- Lybke, Gerd Harry (* 1961), deutscher Galerist
- Lybrand, Archibald (1840–1910), US-amerikanischer Politiker
- Lyby, Troels (* 1966), dänischer Schauspieler

### Lyc
- Lycaula, Johannes († 1572), deutscher evangelischer Theologe und Reformator
- Lycén, Tommy (* 1981), schwedischer Fußballspieler
- Lycett, Eustace (1914–2006), US-amerikanischer Spezialeffektkünstler und zweifacher Oscarpreisträger
- Lycett, Joe (* 1988), britischer Moderator und KomikerJoe Lycett (* 1988)

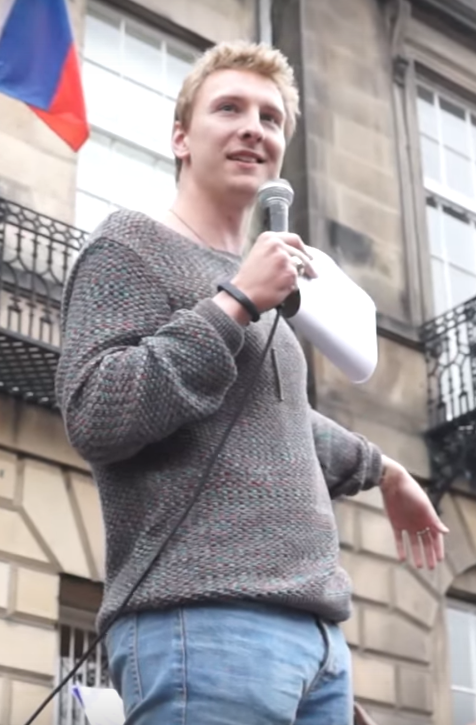
Joe Lycett (* 1988)

- Lycett, Joseph, britischer Maler und Fälscher
- Lycett, Randolph (1886–1935), britischer Tennisspieler
- Lychatsch, Lidija (* 1961), ukrainische Verlegerin, Kunstkuratorin und Forscherin der naiven Kunst
- Lychatz, Siegward (1939–2008), deutscher Trainingswissenschaftler und Diagnosetrainer
- Lychnikoff, Pasha D. (* 1967), russischer Schauspieler
- Lycho, Wjatscheslaw Nikolajewitsch (* 1967), russischer Kugelstoßer
- Lycholat, Wira (* 2006), ukrainische Billardspielerin
- Lychtenhayn, Berynger von, sächsischer Amtshauptmann
- Lyck, Henry van (* 1941), deutscher Schauspieler und SeriendarstellerHenry van Lyck (* 1941)

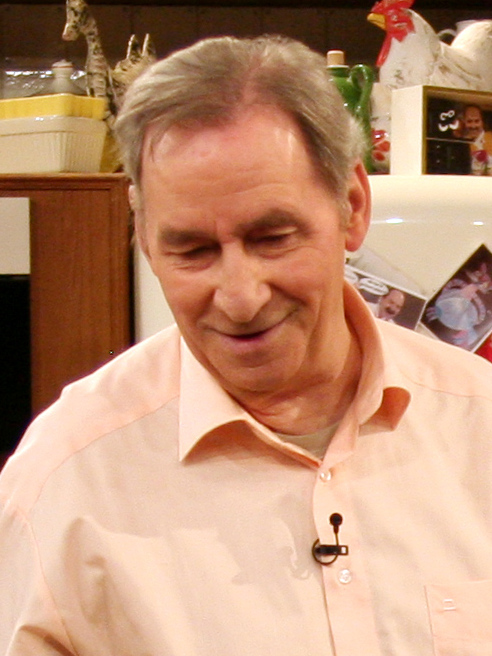
Henry van Lyck (* 1941)

- Lycke Holm, Melwin (* 2004), schwedischer Leichtathlet
- Lycklama à Nijeholt, Marcus (1573–1625), friesischer Junker, Jurist und Diplomat
- Lycos, Kimon (1933–1995), australischer Philosoph und Philosophiehistoriker
- Lycosthenes, Konrad (1518–1561), Humanist und Enzyklopädist
- Lycourgos, Constantinos (* 1964), zyprischer Jurist und Richter am Europäischen Gerichtshof

### Lyd
- Lyday, Terrell (* 1979), US-amerikanischer Basketballspieler
- Lyde, John (* 1976), US-amerikanischer Filmregisseur, Filmproduzent, Kameramann, Filmeditor, Drehbuchautor und Schauspieler
- Lydecker, Howard (1911–1969), US-amerikanischer Filmtechniker für visuelle Effekte und Spezialeffekte
- Lydeka, Arminas (* 1968), litauischer Politiker, Mitglied des Seimas, MdEP
- Lydeka, Zigmas (* 1954), litauischer Wissenschaftler und Hochschullehrer
- Lydekker, Richard (1849–1915), englischer Paläontologe
- Lydersen, Pål (* 1965), norwegischer Fußballspieler
- Lydgate, John, englischer Mönch und Dichter
- Lydholm, Thomas (* 1963), dänischer Filmregisseur und Filmproduzent
- Lydi, Sylvia (* 1933), Schweizer Schauspielerin
- Lydia, biblische Figur
- Lydia (* 1980), spanische Popsängerin
- Lydiadas von Megalopolis († 227 v. Chr.), Stratege des Achaiischen Bundes
- Lydiard, Arthur (1917–2004), neuseeländischer Leichtathletiktrainer
- Lydiate, Dan (* 1987), walisischer Rugbyspieler
- Lydic, Brent, US-amerikanischer Schauspieler, Filmproduzent, Filmregisseur und Drehbuchautor
- Lydic, Desi (* 1981), US-amerikanische SchauspielerinDesi Lydic (* 1981)

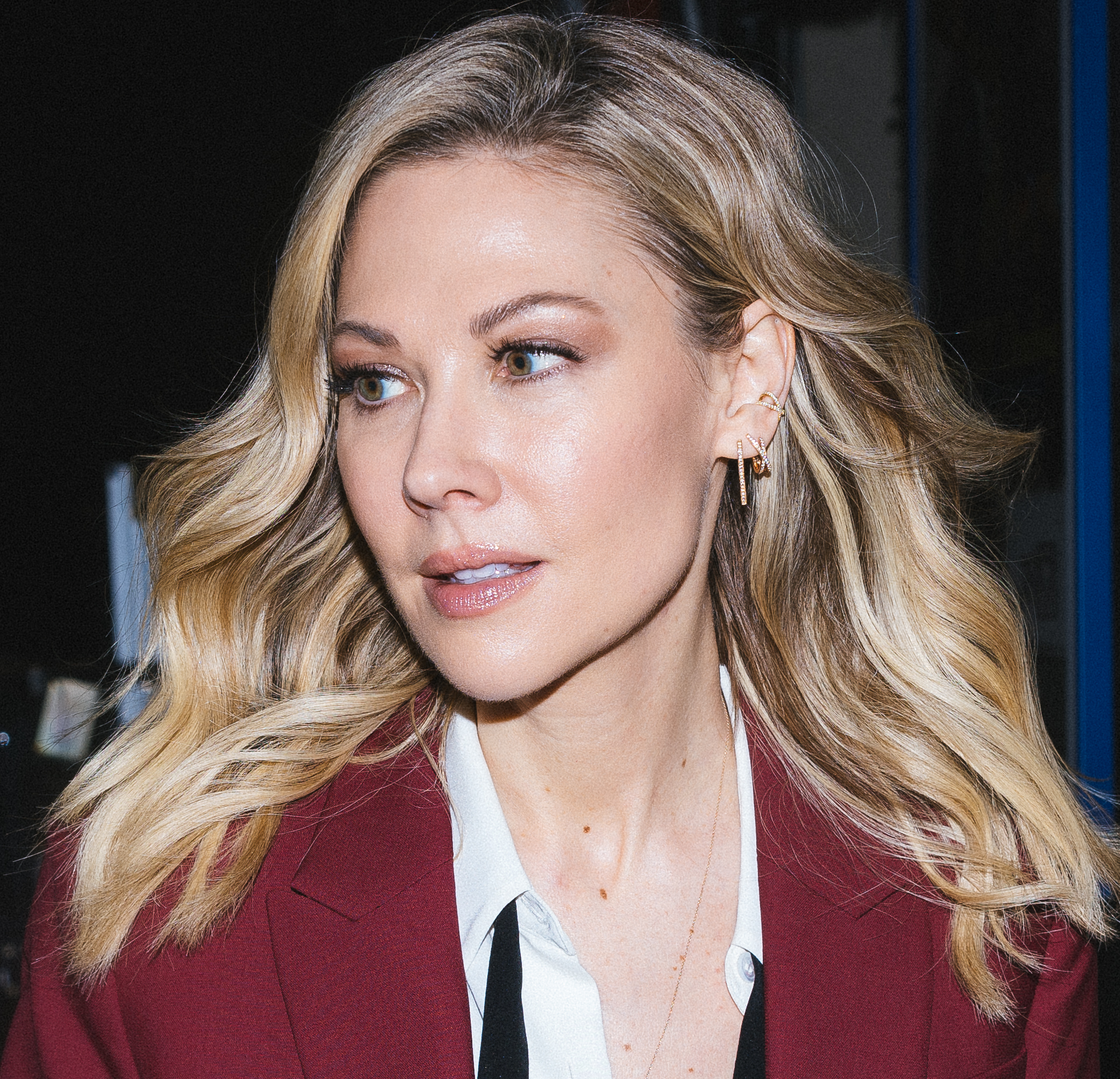
Desi Lydic (* 1981)

- Lydig, Rita (1875–1929), US-amerikanische High Society-Lady und Autorin
- Lyding, Dorothea (* 1897), deutsche Politikerin (Ost-CDU), MdL Sachsen-Anhalt
- Lyding, Ralf (1964–2019), deutscher Ringer
- Lydis, Mariette (1887–1970), österreichisch-argentinische Malerin, Zeichnerin, Illustratorin und Graphikerin
- Lydius († 279), isaurischer Rebell
- Lydius, Balthasar (1576–1629), deutscher reformierter Theologe und Geistlicher
- Lydius, Jacobus († 1679), niederländischer reformierter Theologe und Geistlicher
- Lydius, Martin († 1601), deutscher reformierter Theologe und Hochschullehrer
- Lydman, Toni (* 1977), finnischer Eishockeyspieler
- Lydon, Alexander Francis (1836–1917), britischer Kupferstecher
- Lydon, Jimmy (1923–2022), US-amerikanischer Schauspieler und Produzent
- Lydon, John (* 1956), britischer Musiker und ehemaliger Sänger der Punkband Sex PistolsJohn Lydon (* 1956)

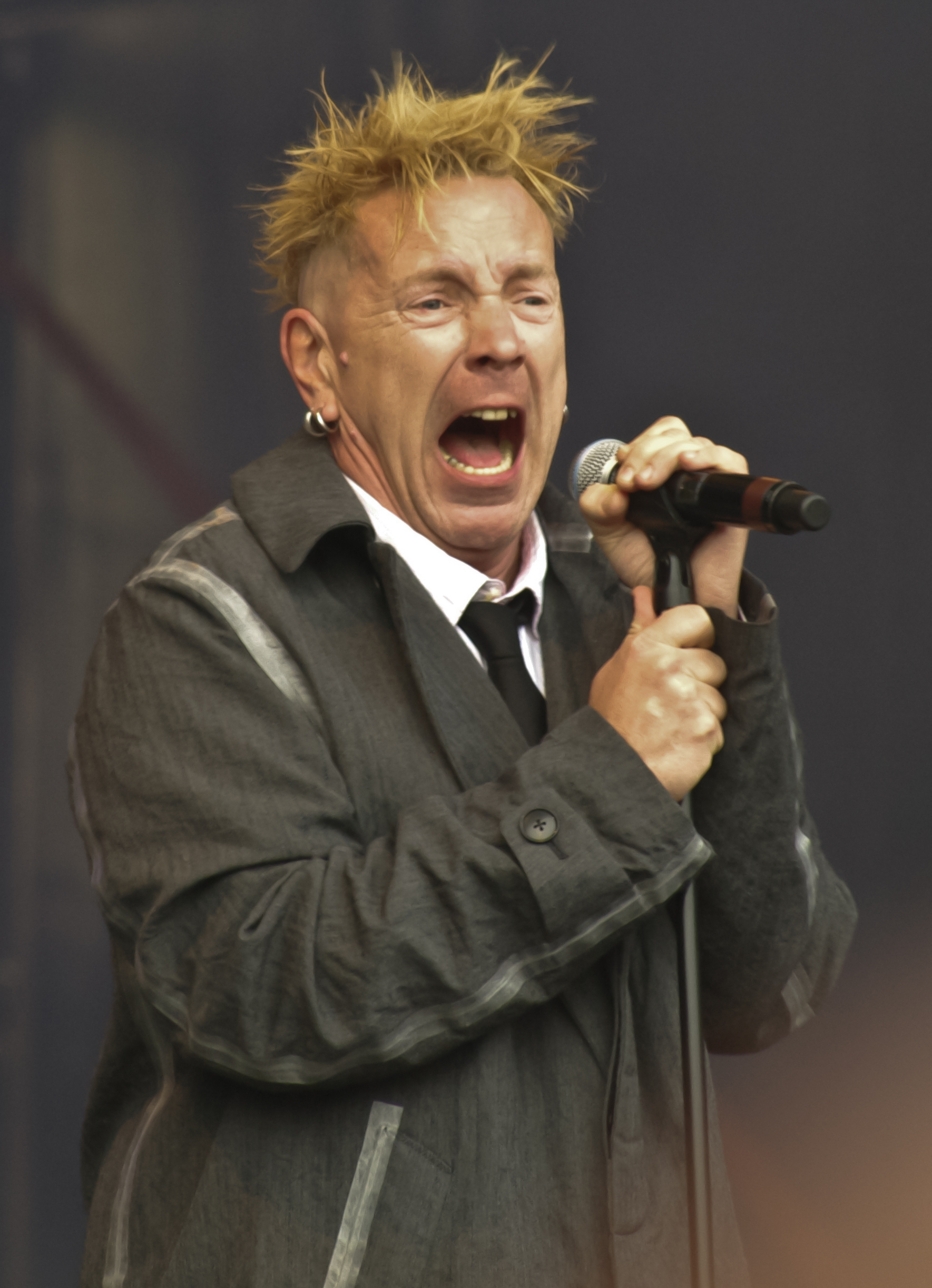
John Lydon (* 1956)

- Lydon, Nicholas B. (* 1957), US-amerikanischer Biochemiker und Geschäftsmann
- Lydos, attischer Vasenmaler des schwarzfigurigen Stils
- Lydtin, August (1834–1917), deutscher Tierarzt, Veterinärbeamter und Tierzuchtwissenschaftler
- Lyduch, Jonas (* 1980), dänischer Badmintonspieler
- Łydżba, Jacek (* 1966), polnischer Maler und Hochschullehrer

### Lye
- Lye, Joey (* 1987), kanadische Softballspielerin
- Lye, Len (1901–1980), neuseeländischer Bildhauer, Künstler, Schriftsteller und Filmemacher
- Lye, Les (1924–2009), kanadischer Schauspieler
- Lyell, Alan (1917–2007), britischer Dermatologe
- Lyell, Charles (1767–1849), schottischer Botaniker und Dante-Übersetzer
- Lyell, Charles (1797–1875), britischer Geologe
- Lyell, Charles Henry (1875–1918), britischer Politiker
- Lyell, Charles, 3. Baron Lyell (1939–2017), britischer Politiker und Mitglied des House of Lords für die Conservative Party
- Lyell, Leonard, 1. Baron Lyell (1850–1926), schottischer Politiker
- Lyell, Nicholas, Baron Lyell of Markyate (1938–2010), britischer Jurist, Politiker, Mitglied des House of Commons und Life Peer
- Lyes, Nassim (* 1988), französischer FilmschauspielerNassim Lyes (* 1988)

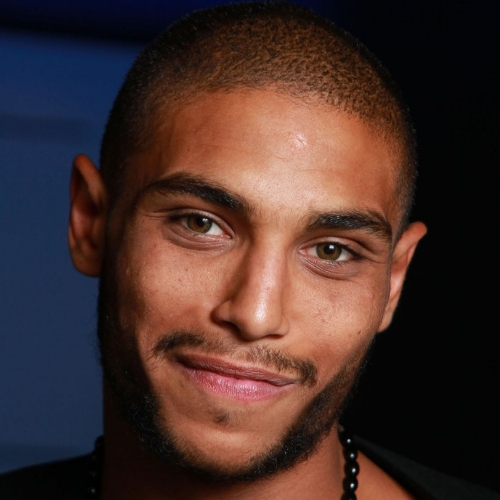
Nassim Lyes (* 1988)

### Lyf
- Lyford, Ralph (1882–1927), US-amerikanischer Komponist
- Lyfors, Ulf (1943–2022), schwedischer Fußballtrainer
- Lyfoung, Touby (1917–1979), laotischer Politiker und General

### Lyg
- Lygdamis, Tyrann über die Poleis Halikarnassos
- Lygdamis von Halikarnassos, Tyrann über die Poleis Halikarnassos
- Lygdamis von Naxos, Tyrann von Naxos
- Lygdamus (* 43 v. Chr.), römischer Dichter
- Lygis, Danius (* 1948), litauischer Politiker und Ökologe
- Lygo, Raymond (1924–2012), britischer Admiral der Royal Navy und Wirtschaftsmanager
- Lygon, Frederick, 6. Earl Beauchamp (1830–1891), britischer Politiker der Conservative Party
- Lygon, William, 7. Earl Beauchamp (1872–1938), britischer Politiker der Liberal Party, Peer
- Lygre, Arne (* 1968), norwegischer Dramatiker und Romancier

### Lyh
- Lyhne, Mia (* 1971), dänische Schauspielerin
- Lyhs, Günter (* 1934), deutscher Gerätturner

### Lyi
- Lyimo, Prosper Balthazar (* 1964), tansanischer römisch-katholischer Geistlicher, Weihbischof in Arusha

### Lyk
- Lyka, Károly (1869–1965), ungarischer Kunsthistoriker und -kritiker
- Lyke, James Patterson (1939–1992), US-amerikanischer Ordensgeistlicher, Erzbischof von Atlanta
- Lykin, Dmitri Walerjewitsch (* 1974), russischer Sportschütze
- Lykina, Xenija Walentinowna (* 1990), russische Tennisspielerin
- Lykinos, griechischer Töpfer
- Lykiskos, messenischer Adliger aus dem Geschlecht der Aipytiden
- Lykke Andersen, Maria (* 1991), dänische Badmintonspielerin
- Lykke Petersen, Stina (* 1986), dänische Fußballspielerin
- Lykke, Anne (1595–1641), dänische Adlige
- Lykke, Ivar (1872–1949), norwegischer konservativer Politiker
- Lykke, Nils († 1535), Ritter und Mitglied des norwegischen Reichsrates
- Lykke, Nina (* 1949), dänische Kultur- und Geschlechterwissenschaftlerin
- Lykke, Nina (* 1965), norwegische Schriftstellerin
- Lykke, Palle (1936–2013), dänischer Bahnradfahrer
- Lykke, Peder (* 1359), dänischer Erzbischof
- Lykkeberg, Peder (1878–1944), dänischer Schwimmer
- Lykkegaard, Henrik (* 1965), dänischer Schauspieler, Synchronsprecher und Drehbuchautor
- Lykkegaard, Lucas (* 2002), dänisch-chilenischer Fußballspieler
- Lykkehus, Karen (1904–1992), dänische Schauspielerin
- Lykken, Joseph (* 1957), US-amerikanischer Physiker
- Lykkeskov, Kim (* 1983), dänischer Eishockeyspieler
- Lykketoft, Mogens (* 1946), dänischer sozialdemokratischer Politiker, Mitglied des Folketing
- Lykkja, Hans Petter (* 1984), norwegischer Skilangläufer
- Lyklema, Hyke (* 2002), niederländische Volleyballspielerin
- Łyko, Antoni (1907–1941), polnischer Fußballspieler
- Lyko, Uwe (* 1954), deutscher Kabarettist und KomikerUwe Lyko (* 1954)

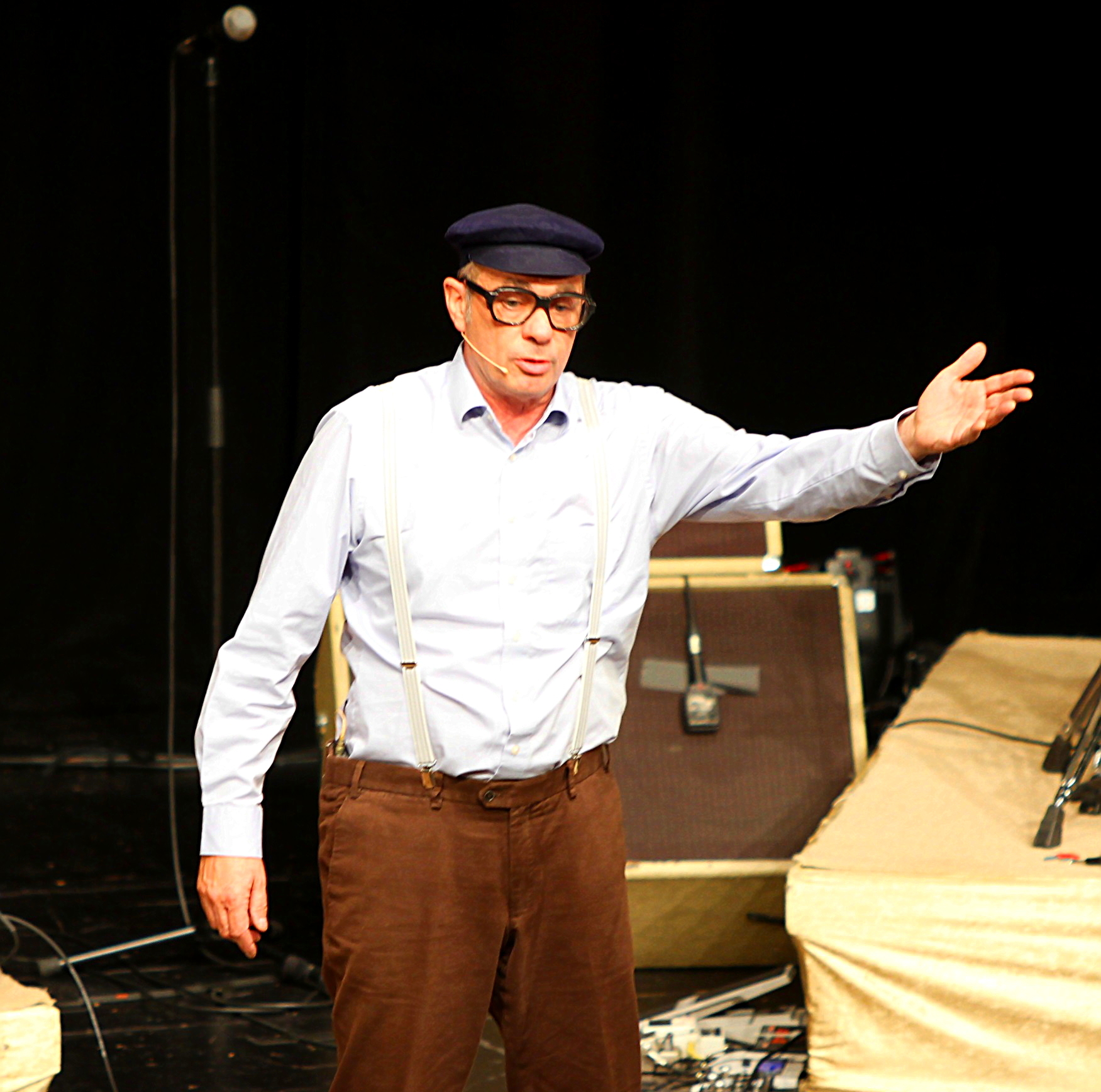
Uwe Lyko (* 1954)

- Lykogiannis, Charalampos (* 1993), griechischer Fußballverteidiger
- Lykon aus der Troas († 225 v. Chr.), griechischer Philosoph
- Lykon von Iasos, griechischer Philosoph, Pythagoreer
- Lykon von Skarpheia, griechischer Komödienschauspieler
- Lykophron, griechischer Philosoph
- Lykophron aus Chalkis, griechischer Dichter
- Lykophron II. von Pherai, thessalischer Herrscher
- Lykophron von Pherai, Alleinherrscher in Pherai
- Lykos von Rhegion, griechischer Autor
- Lykow, Alexander Anatoljewitsch (* 1961), russischer Schauspieler
- Lykow, Maxim Wassiljewitsch (* 1987), russischer Pokerspieler
- Lykow, Oleh (* 1973), ukrainischer Ruderer
- Lyksborg, Louise (* 1988), dänische Handballspielerin
- Lykseth-Skogman, Magna (1874–1949), schwedische Opernsängerin
- Lykurg, griechischer Staatsmann
- Lykurgos, König von Sparta
- Lykurgos von Athen († 324 v. Chr.), griechischer Politiker, Redner im antiken Athen

### Lyl
- Lyle, Aaron (1759–1825), britisch-amerikanischer Politiker
- Lyle, Archibald (* 1886), schottischer Fußballspieler
- Lyle, David, kanadischer Schauspieler, Schauspiellehrer, Synchronsprecher und Kurzfilmschaffender
- Lyle, Garry (* 1945), US-amerikanischer American-Football-Spieler
- Lyle, Hilliard (1879–1931), kanadischer Lacrossespieler und Offizier
- Lyle, J., US-amerikanischer Schauspieler und Synchronsprecher
- Lyle, John E. (1910–2003), US-amerikanischer Politiker
- Lyle, Keith (* 1972), US-amerikanischer American-Football-Spieler
- Lyle, Ken, britisch-US-amerikanischer Schauspieler
- Lyle, Lauren (* 1993), britische Schauspielerin
- Lyle, Nancy (1910–1986), britische Tennisspielerin
- Lyle, Richard (* 1950), schottischer Politiker
- Lyle, Ron (1941–2011), US-amerikanischer Schwergewichtsboxer
- Lyle, Sandy (* 1958), englischer Golfer
- Lyle, Stevie (* 1979), britischer Eishockeytorwart
- Lyle, Tom (1953–2019), US-amerikanischer Comiczeichner und -autor
- Lyles, A. C. (1918–2013), US-amerikanischer Filmproduzent
- Lyles, Elizabeth (* 1978), US-amerikanische Triathletin
- Lyles, Kevin (* 1973), US-amerikanischer Sprinter
- Lyles, Lester L. (* 1946), US-amerikanischer General der United States Air Force
- Lyles, Noah (* 1997), US-amerikanischer SprinterNoah Lyles (* 1997)

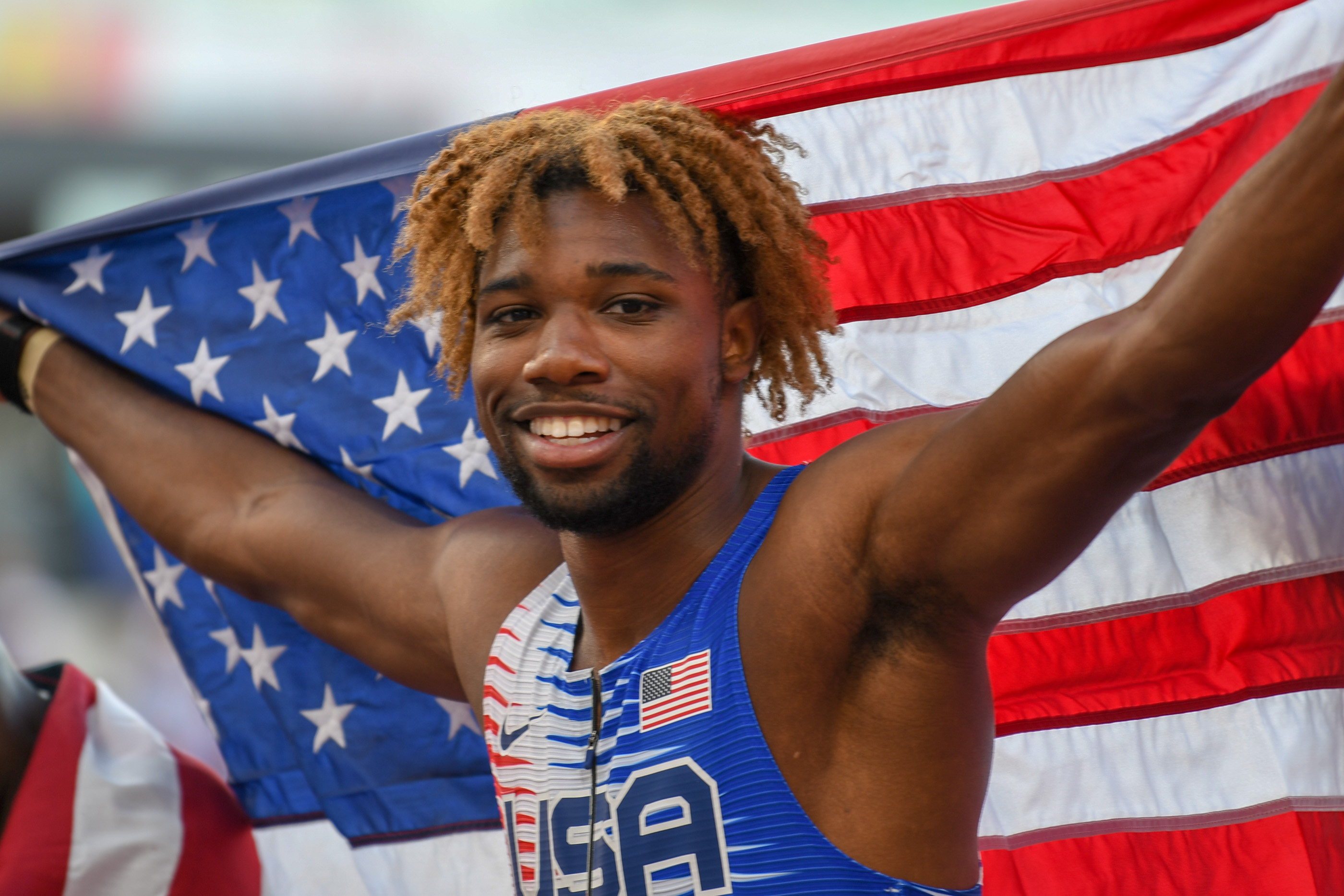
Noah Lyles (* 1997)

- Lyles, Trey (* 1995), kanadischer Basketballspieler
- Lyles, Tyseem (* 1992), US-amerikanischer Basketballspieler
- Lylit (* 1984), österreichische Sängerin, Musikerin und Komponistin
- Lylloff, Rikke (* 1978), dänische Schauspielerin
- Lyly, John (1553–1606), englischer Schriftsteller
- Lylynperä, Katri (* 1994), finnische Skilangläuferin

### Lym
- Lyman, Abe (1897–1957), US-amerikanischer Bandleader
- Lyman, Alfrances (* 1936), US-amerikanische Sprinterin
- Lyman, Arthur (1932–2002), US-amerikanischer Jazz-Vibraphonist und Marimba-Spieler
- Lyman, Benjamin Smith (1835–1920), US-amerikanischer Geologe, Amateur-Linguist und Anthropologe
- Lyman, Charles (1888–1981), US-amerikanischer Brigadegeneral
- Lyman, Greg (* 1950), US-amerikanischer Eisschnellläufer
- Lyman, Jeffrey, US-amerikanischer Fagottist und Musikpädagoge
- Lyman, Job (1781–1870), US-amerikanischer Anwalt und Politiker, der State Auditor von Vermont war
- Lyman, John (1886–1967), kanadischer Maler, Kunstkritiker und Lehrer
- Lyman, Joseph (1840–1890), US-amerikanischer Politiker
- Lyman, Joseph S. (1785–1821), US-amerikanischer Jurist und Politiker
- Lyman, Kaiwi (* 1983), US-amerikanischer Schauspieler, Synchronsprecher und Filmschaffender
- Lyman, Kevin (* 1961), US-amerikanischer Event-Manager
- Lyman, Peter (1940–2007), US-amerikanischer Informationswissenschaftler
- Lyman, R. Lee (* 1951), US-amerikanischer Archäologe
- Lyman, Richard Wall (1923–2012), US-amerikanischer Historiker, Präsident der Stanford-Universität
- Lyman, Samuel (1749–1802), US-amerikanischer Politiker
- Lyman, Theodore (1833–1897), US-amerikanischer Politiker
- Lyman, Theodore (1874–1954), amerikanischer Physiker
- Lyman, William (1755–1811), US-amerikanischer Politiker
- Lyman, William (1821–1891), US-amerikanischer Erfinder
- Lyman, William R. (1898–1972), US-amerikanischer American-Football-Spieler
- Lymann, Jérôme (* 1996), Schweizer Snowboarder
- Lymar, Cunrad, sächsischer Amtshauptmann
- Lymburne, Bob (* 1909), kanadischer Skispringer
- Lymburner, Maddie (* 1995), kanadische Fitnessbloggerin
- Lymi, Ella (* 1997), finnische Schauspielerin und Musikerin
- Lymi, Tiina (* 1971), finnische Schauspielerin, Filmregisseurin, Drehbuchautorin, Dramatikerin und Schriftstellerin
- Lymon, Frankie (1942–1968), US-amerikanischer Rock'n'Roll- und Doowopsänger
- Lympany, Moura (1916–2005), englische Pianistin
- Lympasik, Siegmund (1920–1996), deutscher Maler und Grafiker
- Lympius, Wilhelm von (1870–1934), deutscher Verwaltungsbeamter und Richter

### Lyn
- Lyn Bastidas, Keana (* 1998), kanadische Schauspielerin
- Lyn, Brian (* 1961), antiguanischer Radrennfahrer
- Lyn, Dawn (* 1963), US-amerikanische Schauspielerin
- Lyn, Euros (* 1971), britischer Regisseur
- Lyn, Nicole (* 1978), kanadische Schauspielerin
- Lyn, Tilmann von, Karmelit und früher Anhänger der Reformation

#### Lyna
- Lynack, Bernd (* 1969), deutscher Politiker (SPD), MdL
- Lynagh, Michael (* 1963), australischer Rugby-Union-Spieler
- Lynar, Friedrich Casimir zu (1673–1716), Herr von Lübbenau
- Lynar, Hermann Albert zu (1827–1887), preußischer Generalleutnant und Besitzer von Schloss Vetschau
- Lynar, Hermann Maximilian zu (1825–1914), deutscher Standesherr und Herrenhauses-Mitglied
- Lynar, Hermann Rochus zu (1797–1878), deutscher Standesherr und Abgeordneter
- Lynar, Johann Siegmund zu (1616–1665), kurbrandenburgischer Geheimrat, Oberst der Infanterie, Kommandant der Stadt Frankfurt an der Oder
- Lynar, Moritz Karl zu (1702–1768), deutscher Diplomat
- Lynar, Moritz Ludwig Ernst zu (1754–1807), Landeshauptmann der Niederlausitz und Standesherr von Drehna
- Lynar, Otto zu (1793–1860), Standesherr von Drehna und Brandeis, Mitglied des brandenburgischen Provinziallandtages und des Preußischen Landtags, Autor von Gedichten und Dramen
- Lynar, Rochus Friedrich zu (1708–1781), Diplomat im Dienste der dänischen Krone
- Lynar, Rochus zu (1525–1596), italienischer Festungsbaumeister und Militär
- Lynar, Wilhelm Graf zu (1899–1944), deutscher Offizier, letzter Herr zu Lübbenau und Unterstützer des Attentats vom 20. Juli 1944
- Lynas, Mark (* 1973), britischer Wissenschaftsjournalist

#### Lync
- Lynch, Albert (1860–1950), deutsch-peruanischer Maler
- Lynch, Alfred (1931–2003), britischer Schauspieler
- Lynch, Andrea (* 1952), britische Sprinterin
- Lynch, Aoife (* 1999), irische Sprinterin
- Lynch, Arthur Alfred (1861–1934), australo-irischer Schriftsteller, Politiker, Arzt, Oberst im Burenkrieg, Mitglied des britischen Unterhauses (für Irland)
- Lynch, Becky (* 1987), irische WrestlerinBecky Lynch (* 1987)

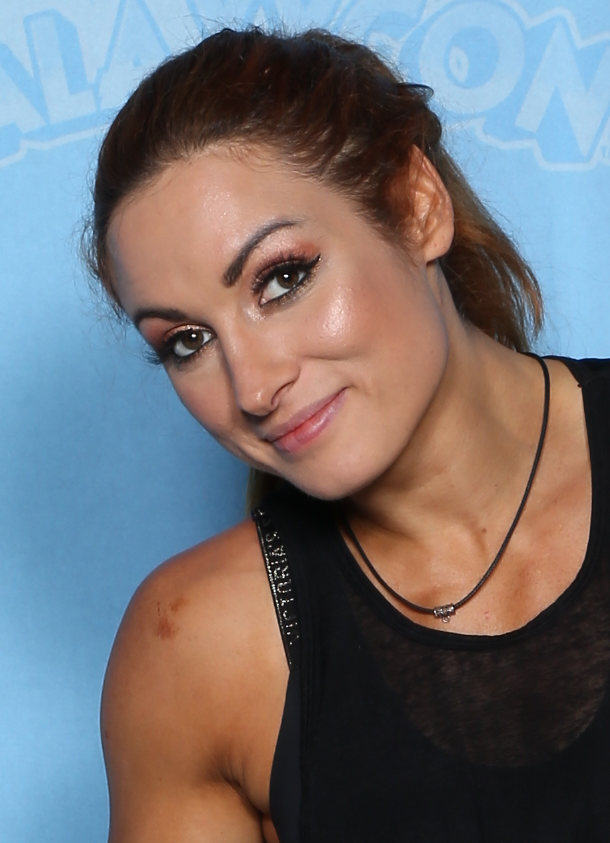
Becky Lynch (* 1987)

- Lynch, Benito (1885–1951), argentinischer Schriftsteller
- Lynch, Benny (1913–1946), britischer Boxer im Fliegengewicht
- Lynch, Bernárd (* 1947), irischer Autor, ehemaliger römisch-katholischer Priester, Psychotherapeut und AIDS-Aktivist
- Lynch, Bobby (1935–1982), irischer Musiker, Mitglied der Folk-Band "The Dubliners" (1964–1965)
- Lynch, Brendan († 2018), irischer Politiker
- Lynch, Brian (* 1956), amerikanischer Jazzmusiker
- Lynch, Brian (* 1978), US-amerikanisch-belgischer Basketballspieler
- Lynch, Calam (* 1994), britisch-irischer Schauspieler
- Lynch, Carl, US-amerikanischer Jazz- und Studiomusiker
- Lynch, Cedric (* 1955), britischer Industrieller und Erfinder
- Lynch, Celia (1908–1989), irische Politikerin
- Lynch, Charles (1736–1796), Plantagenbesitzer, Politiker und Revolutionär in der Kolonie Virginia
- Lynch, Charles (1783–1853), US-amerikanischer Politiker
- Lynch, Ciarán (* 1964), irischer Politiker
- Lynch, Colin (* 1970), irischer Paracycler
- Lynch, Daire (* 1998), irischer Ruderer
- Lynch, David (1946–2025), US-amerikanischer Regisseur, Maler, Fotograf und AnimationskünstlerDavid Lynch (1946–2025)

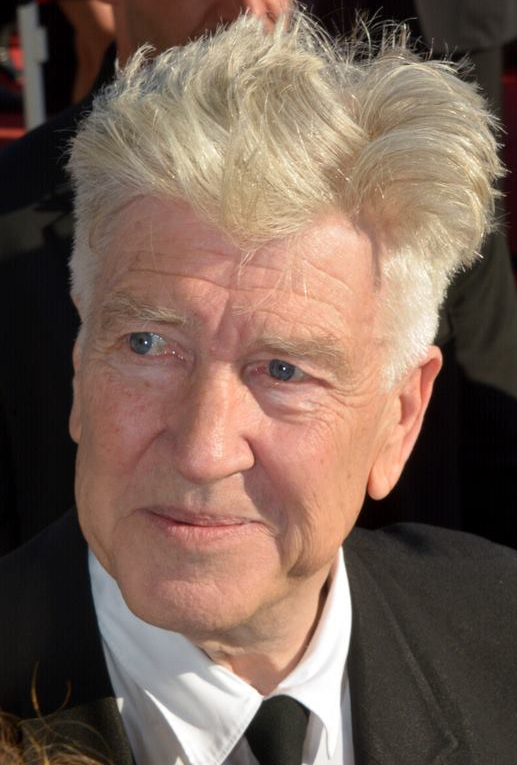
David Lynch (1946–2025)

- Lynch, David (1970–2011), US-amerikanischer Rechtsextremist
- Lynch, Denis (* 1976), irischer Springreiter
- Lynch, Don, US-amerikanischer Marinehistoriker und Sachbuchautor
- Lynch, Donald (1915–2007), US-amerikanischer Agrarwissenschaftler
- Lynch, Doug (* 1983), kanadischer Eishockeyspieler
- Lynch, Dustin (* 1985), US-amerikanischer Countrysänger
- Lynch, Ed (1929–1980), US-amerikanischer Radrennfahrer
- Lynch, Edmund C. (1885–1938), US-amerikanischer Unternehmer, Mitgründer von Merrill Lynch
- Lynch, Edward J. (1860–1912), US-amerikanischer Politiker
- Lynch, Eliza (1833–1886), First Lady von Paraguay (1862 bis 1870)
- Lynch, Evanna (* 1991), irische Schauspielerin
- Lynch, Finbar (* 1959), irischer Schauspieler
- Lynch, Fionán (1889–1966), irischer Politiker (Sinn Féin, Cumann na nGaedheal und Fine Gael), Lehrer, Rechtsanwalt und Richter
- Lynch, George (1918–1997), US-amerikanischer Autorennfahrer
- Lynch, George (* 1954), US-amerikanischer Musiker
- Lynch, George (* 1970), US-amerikanischer Basketballspieler und -trainer
- Lynch, George E. (1907–1987), US-amerikanischer Offizier, Generalmajor der US Army
- Lynch, George Edward (1917–2003), US-amerikanischer katholischer Bischof
- Lynch, Gerard Michael (* 1931), irischer Politiker
- Lynch, Grayston (1923–2008), amerikanischer Soldat und CIA-Offizier
- Lynch, Holly (* 1986), britische Politikerin (Labour) und Parlamentsabgeordnete
- Lynch, Jack (1917–1999), irischer Politiker und Premierminister
- Lynch, James († 1713), irischer Bischof
- Lynch, James (1807–1896), irischer Bischof
- Lynch, James Francis (1942–1998), US-amerikanischer Zoologe und Naturschützer
- Lynch, James P. (* 1949), US-amerikanischer Soziologe und Kriminologe
- Lynch, Jane (* 1960), US-amerikanische Autorin, Schriftstellerin, Sängerin, Schauspielerin und ComedianJane Lynch (* 1960)

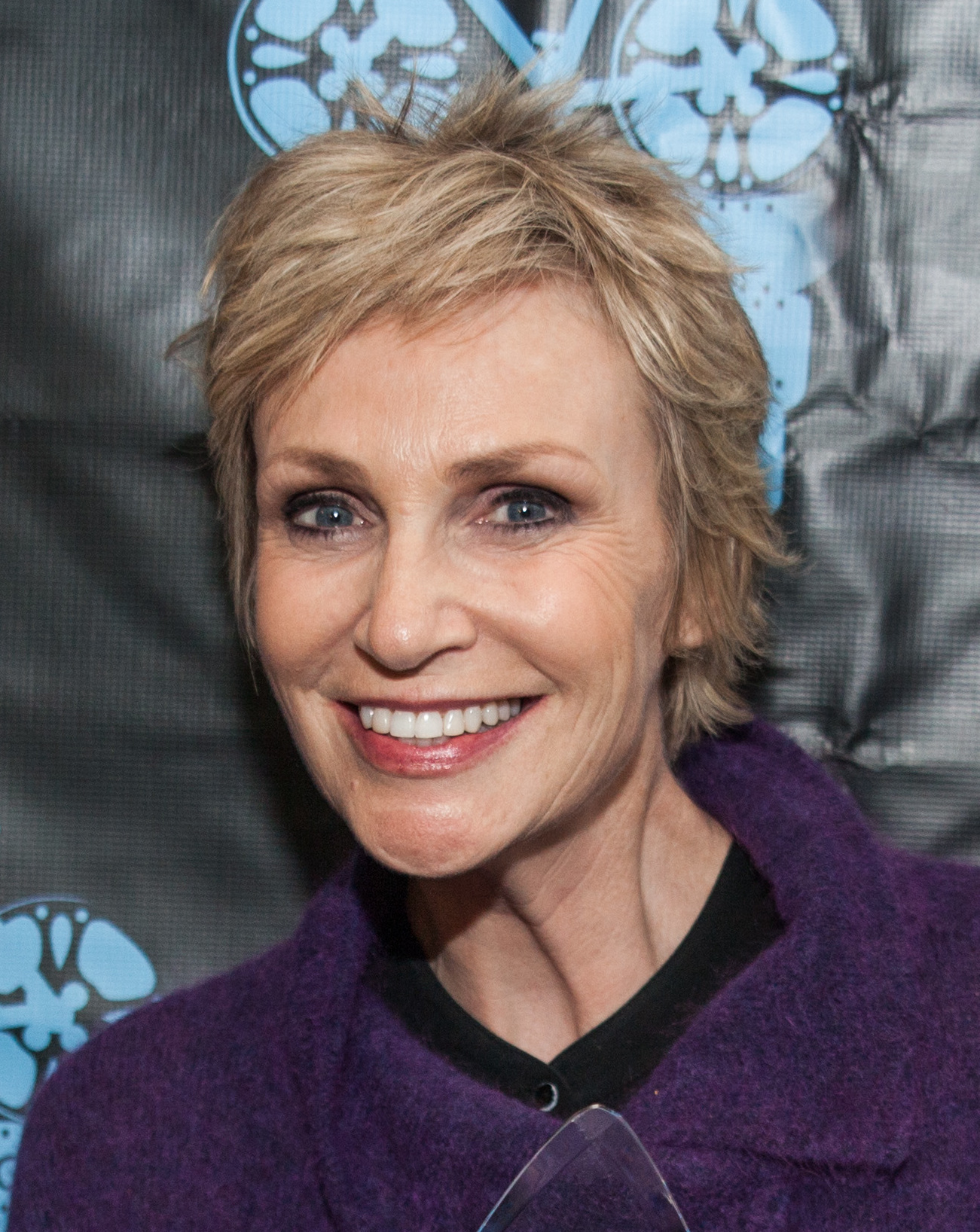
Jane Lynch (* 1960)

- Lynch, Jeffrey, US-amerikanischer Zeichner und Grafiker
- Lynch, Jennifer (* 1968), US-amerikanische Regisseurin und Drehbuchautorin
- Lynch, Jessica (* 1983), US-amerikanische Soldatin im Dritten Golfkrieg
- Lynch, Jim (* 1948), australischer Eisschnellläufer und Shorttracker
- Lynch, Joe (1898–1965), US-amerikanischer Boxer im Bantamgewicht
- Lynch, Joel (* 1987), englischer Fußballspieler
- Lynch, John (1825–1892), US-amerikanischer Politiker
- Lynch, John (1843–1910), US-amerikanischer Politiker
- Lynch, John (* 1952), US-amerikanischer Jurist und Politiker
- Lynch, John (* 1961), britischer Schauspieler und Autor
- Lynch, John (* 1971), US-amerikanischer American-Football-Spieler
- Lynch, John Carroll (* 1963), US-amerikanischer Schauspieler und RegisseurJohn Carroll Lynch (* 1963)

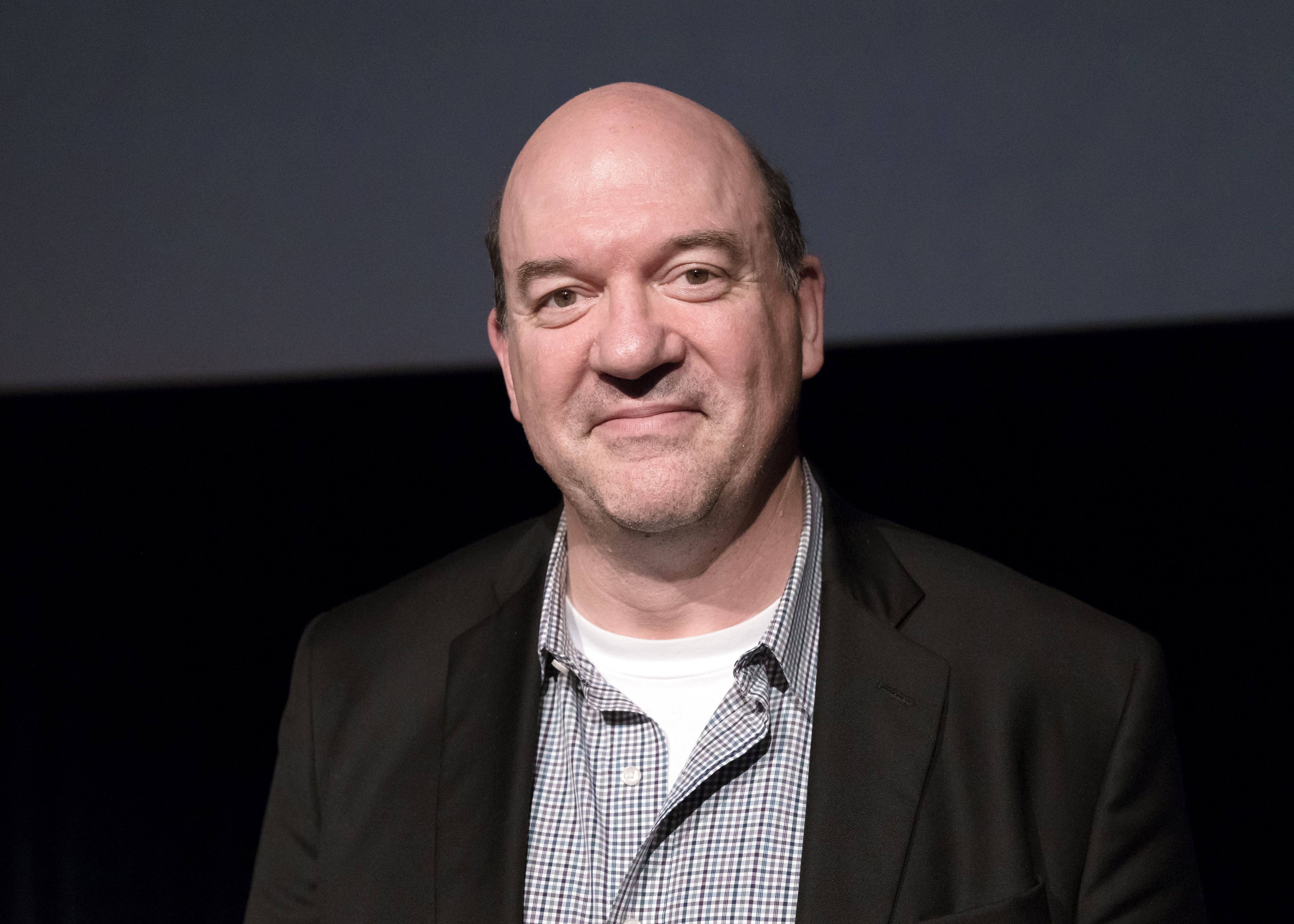
John Carroll Lynch (* 1963)

- Lynch, John Douglas (* 1942), US-amerikanischer Herpetologe
- Lynch, John R. (1847–1939), US-amerikanischer Politiker
- Lynch, Joseph Patrick (1872–1954), US-amerikanischer Geistlicher, Bischof von Dallas
- Lynch, Julia (* 1986), australische Springreiterin
- Lynch, Kathleen (* 1953), irische Politikerin
- Lynch, Kelly (* 1959), US-amerikanische Schauspielerin
- Lynch, Kenyan-Desmond (* 1985), vincentischer Fußballspieler
- Lynch, Kerry (* 1957), US-amerikanischer Nordischer Kombinierer
- Lynch, Kevin (1956–1981), nordirisches Mitglied der INLA und Hungerstreikender
- Lynch, Kevin (* 1968), US-amerikanischer Basketballspieler
- Lynch, Kevin A. (1918–1984), US-amerikanischer Stadtplaner, Architekt und Autor
- Lynch, Lashana (* 1987), britische SchauspielerinLashana Lynch (* 1987)

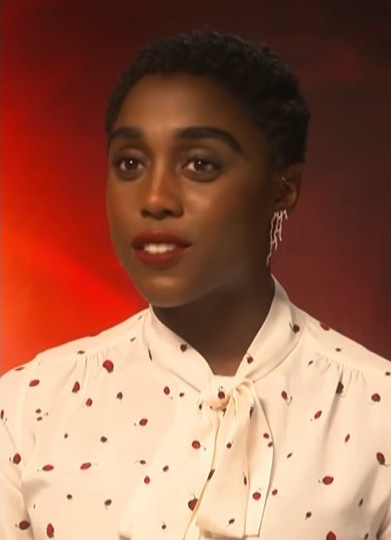
Lashana Lynch (* 1987)

- Lynch, Liam (1893–1923), irischer Freiheitskämpfer
- Lynch, Liam (* 1970), US-amerikanischer Musiker, Puppenspieler und Regisseur
- Lynch, Lorenzo (* 1963), US-amerikanischer Footballspieler
- Lynch, Loretta (* 1959), US-amerikanische Regierungsbeamtin und Politikerin
- Lynch, Marshawn (* 1986), US-amerikanischer American-Football-Spieler
- Lynch, Marta (1925–1985), argentinische Schriftstellerin
- Lynch, Michael (1934–2019), irischer Politiker (Fianna Fáil)
- Lynch, Michael (* 1946), britischer Historiker, Autor und Herausgeber
- Lynch, Michael (* 1951), US-amerikanischer Evolutionsbiologe und Populationsgenetiker
- Lynch, Michael (* 1963), australischer Radrennfahrer
- Lynch, Mike (1965–2024), britischer Technologieunternehmer
- Lynch, Nancy (* 1948), US-amerikanische Informatikerin
- Lynch, Noel (* 1955), irischer Bogenschütze
- Lynch, Patrick (1866–1947), irischer Politiker, Prozessanwalt und Attorney General of Ireland
- Lynch, Patrick Kieran (* 1947), irischer Ordensgeistlicher, emeritierter römisch-katholischer Weihbischof in Southwark
- Lynch, Patrick Neeson (1817–1882), irischer Geistlicher, Bischof von Charleston
- Lynch, Paul (* 1946), britisch-kanadischer Regisseur
- Lynch, Paul (* 1977), irischer SchriftstellerPaul Lynch (* 1977)

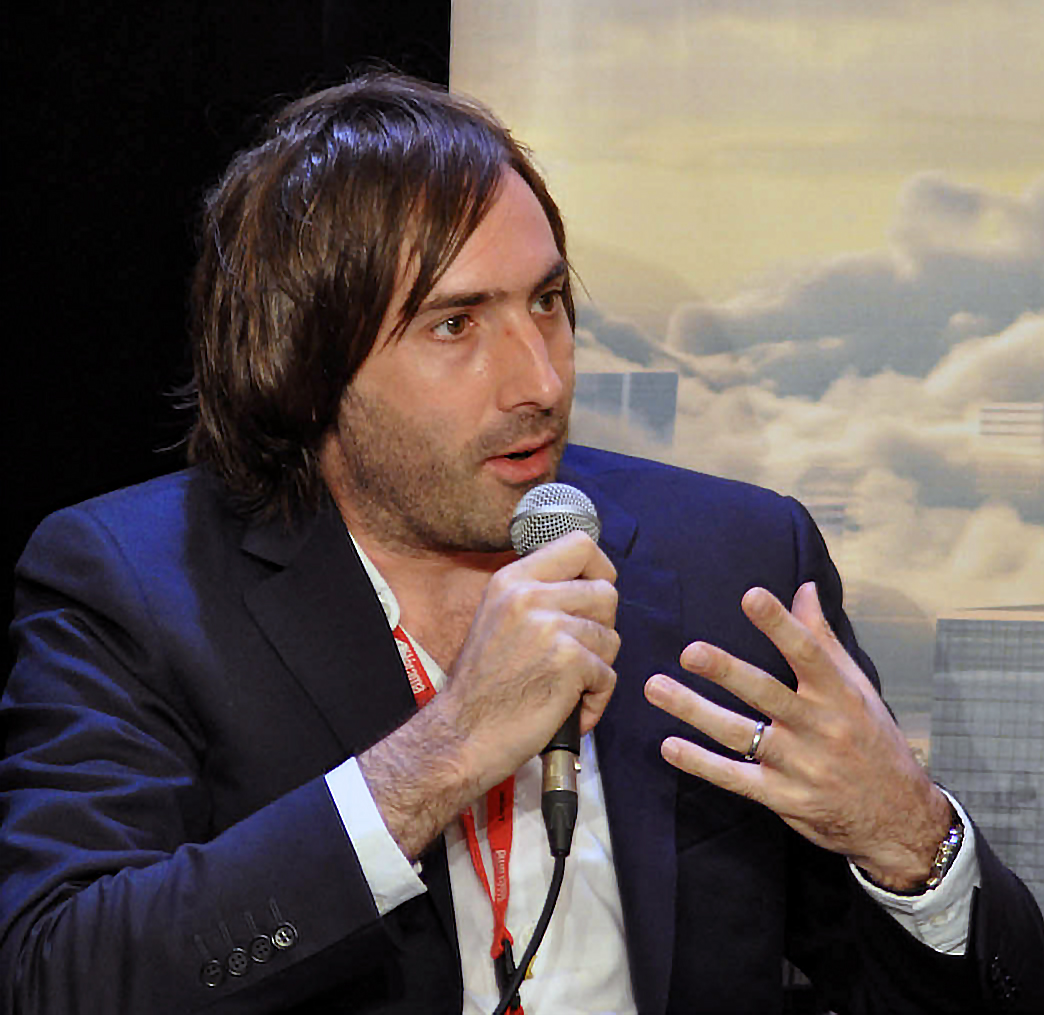
Paul Lynch (* 1977)

- Lynch, Paxton (* 1994), US-amerikanischer American-Football-Spieler
- Lynch, Peter (* 1944), US-amerikanischer Investmentfondsmanager
- Lynch, Phillip (1933–1984), australischer Politiker
- Lynch, Rachael (* 1986), australische Hockeyspielerin
- Lynch, Ray (* 1943), US-amerikanischer New-Age-Musiker
- Lynch, Reese (* 2001), schottischer Boxer
- Lynch, Ricardo (* 1984), jamaikanischer Bahnradsport
- Lynch, Richard (1940–2012), US-amerikanischer Schauspieler
- Lynch, Rick, US-amerikanischer Offizier, Generalleutnant der US-Army
- Lynch, Rob (* 1986), englischer Singer-Songwriter
- Lynch, Robert Nugent (* 1941), US-amerikanischer Geistlicher, emeritierter römisch-katholischer Bischof von Saint Petersburg
- Lynch, Rocky (* 1994), US-amerikanischer Sänger, Gitarrist und Schauspieler
- Lynch, Ross (* 1995), US-amerikanischer Sänger, Schauspieler und TänzerRoss Lynch (* 1995)

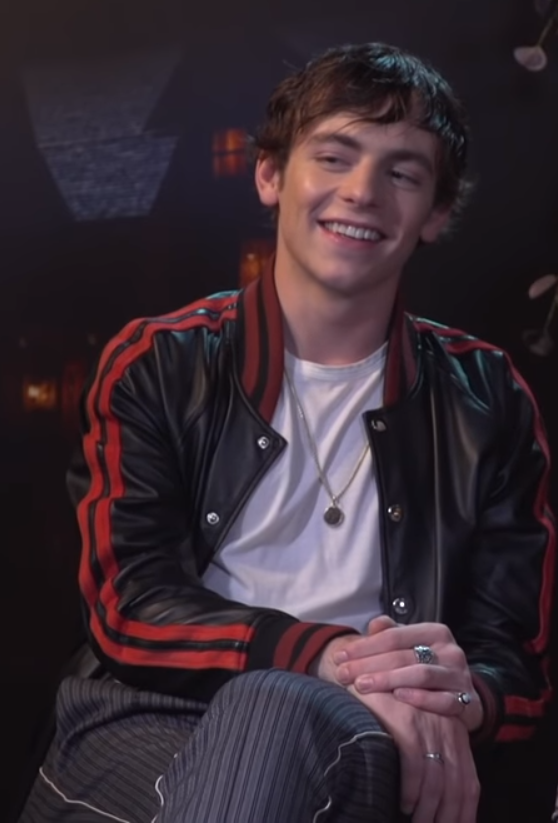
Ross Lynch (* 1995)

- Lynch, Sandra (* 1946), US-amerikanische Juristin
- Lynch, Scott (* 1978), US-amerikanischer Fantasy-Autor
- Lynch, Shane (* 1976), irischer Sänger
- Lynch, Sinéad (* 1976), irische Ruderin und Radsportlerin
- Lynch, Stan (* 1955), US-amerikanischer Musiker und Musikproduzent
- Lynch, Stephen (* 1955), US-amerikanischer Politiker der Demokratischen Partei
- Lynch, Stephen (* 1971), US-amerikanischer Sänger und Comedian
- Lynch, Steve (* 1955), US-amerikanischer Rock- und Studiogitarrist
- Lynch, Susan (* 1971), nordirische Schauspielerin
- Lynch, Thaddeus (1901–1966), irischer Politiker
- Lynch, Thomas († 1684), Gouverneur von Jamaika
- Lynch, Thomas (1727–1776), US-amerikanischer Politiker
- Lynch, Thomas (1844–1898), US-amerikanischer Politiker
- Lynch, Thomas (* 1942), US-amerikanischer Offizier, Konteradmiral der US-NavyThomas Lynch (* 1942)

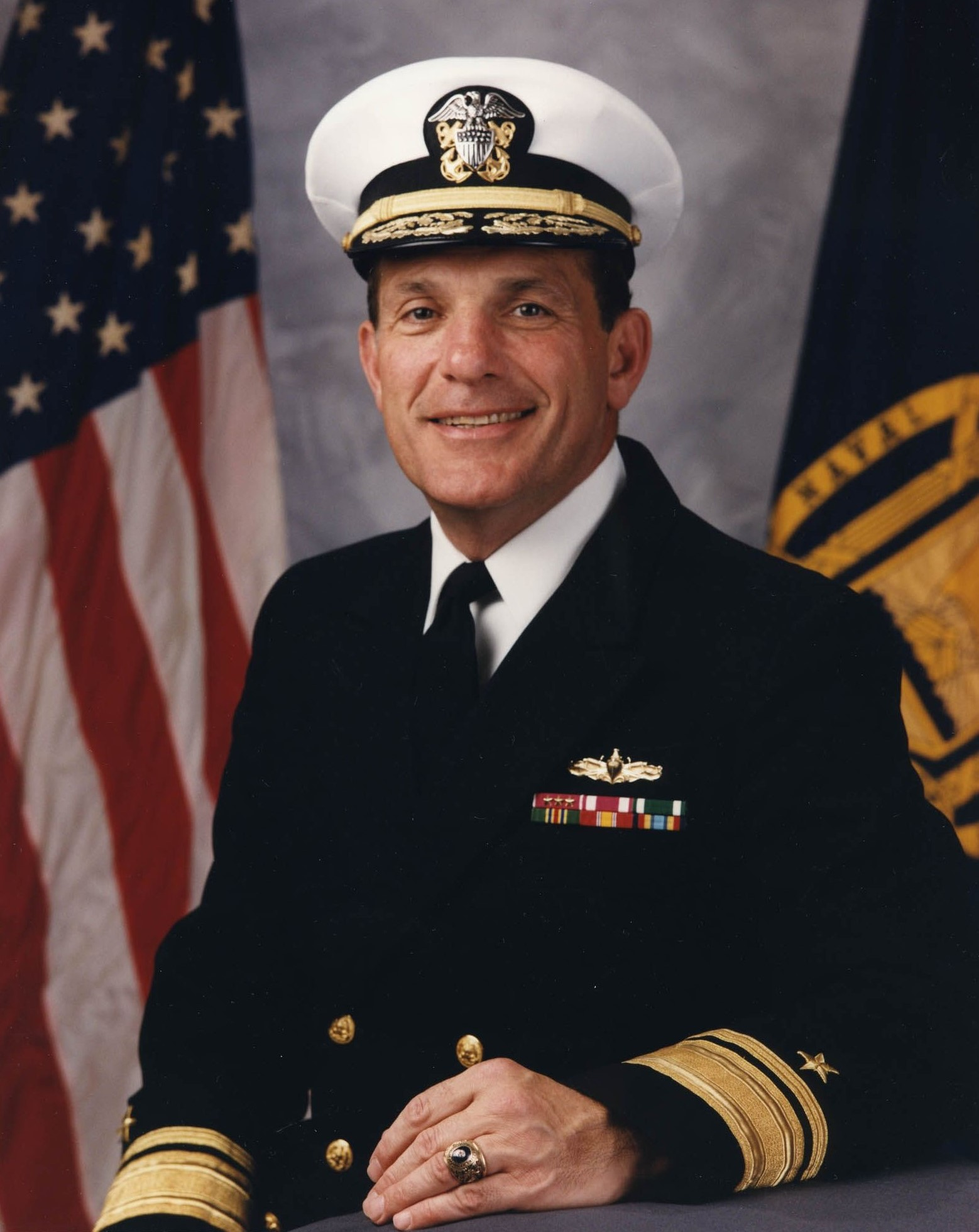
Thomas Lynch (* 1942)

- Lynch, Thomas junior (1749–1779), Jurist, einer der Unterzeichner der Unabhängigkeitserklärung der USA
- Lynch, Walter A. (1894–1957), US-amerikanischer Jurist und Politiker
- Lynch, William Joseph (1908–1976), US-amerikanischer Jurist und Politiker
- Lynch, Zoya (* 1991), kanadische Skispringerin
- Lynch-Robinson, Anna, Bühnenbildnerin und Ausstatterin
- Lynch-Staunton, Frank (1905–1990), kanadischer Politiker
- Lynch-Staunton, Henry (1873–1941), britischer Sportschütze
- Lynch-Staunton, John (1930–2012), kanadischer Politiker und Senator
- Lyncker, Aemil von (1777–1851), königlich-preußischer Landrat, Offizier und Ritter des Ordens Pour le Mérite
- Lyncker, Alfred von (1854–1919), preußischer General der Infanterie
- Lyncker, Carl Friedrich Ernst von (1727–1801), sachsen-weimarischer Beamter
- Lyncker, Carl Wilhelm Heinrich von (1767–1843), Landrat in Jena
- Lyncker, Emil von (1849–1931), deutscher Konteradmiral der Kaiserlichen Marine
- Lyncker, Ferdinand von (1728–1811), fürstlich schwarzburgischer Geheimrat und Oberkonsistorialpräsident in Arnstadt
- Lyncker, Friedrich (1806–1892), Landtagsabgeordneter Waldeck
- Lyncker, Heinrich von (1810–1883), preußischer Generalmajor
- Lyncker, Horst von (1845–1892), deutscher Jurist und Politiker
- Lyncker, Johann Ludwig Ernst von (1731–1800), preußischer Kammerpräsident und Landrat
- Lyncker, Julius von (1825–1907), preußischer Generalmajor
- Lyncker, Karl (1823–1855), deutscher Heimatforscher und hessischer Sagensammler
- Lyncker, Karl von (1849–1923), preußischer Generalmajor
- Lyncker, Lothar von (1809–1864), preußischer Generalmajor
- Lyncker, Lothar von (1817–1898), preußischer Generalmajor
- Lyncker, Ludwig von (1780–1844), großherzoglich hessischer Generalmajor, Generalquartiermeister und Chef des Generalstabes
- Lyncker, Ludwig von (1821–1882), preußischer Generalleutnant und General à la suite des Großherzogs von Hessen
- Lyncker, Maximilian von (1845–1923), preußischer General der Infanterie, Hofmarschall und Generalintendant der königlichen Gärten
- Lyncker, Moriz von (1853–1932), preußischer Generaloberst im Ersten Weltkrieg
- Lyncker, Nikolaus Christoph (1643–1726), deutscher Rechtsgelehrter
- Lyncker, Wilhelm Ernst Christian von (1685–1750), deutscher Jurist

#### Lynd
- Lynd, Eva (* 1937), schwedische Schauspielerin
- Lynd, Helen M. (1886–1982), US-amerikanische Soziologin, Sozialpsychologin, Historikerin und Pädagogin
- Lynd, Robert Staughton (1892–1970), US-amerikanischer Soziologe und Professor an der Columbia University, New York
- Lynd, Staughton (1929–2022), amerikanischer politischer Aktivist, Autor und Anwalt
- Lynda (* 1994), französische Sängerin
- Lynde, Paul (1926–1982), US-amerikanischer Schauspieler und KomikerPaul Lynde (1926–1982)

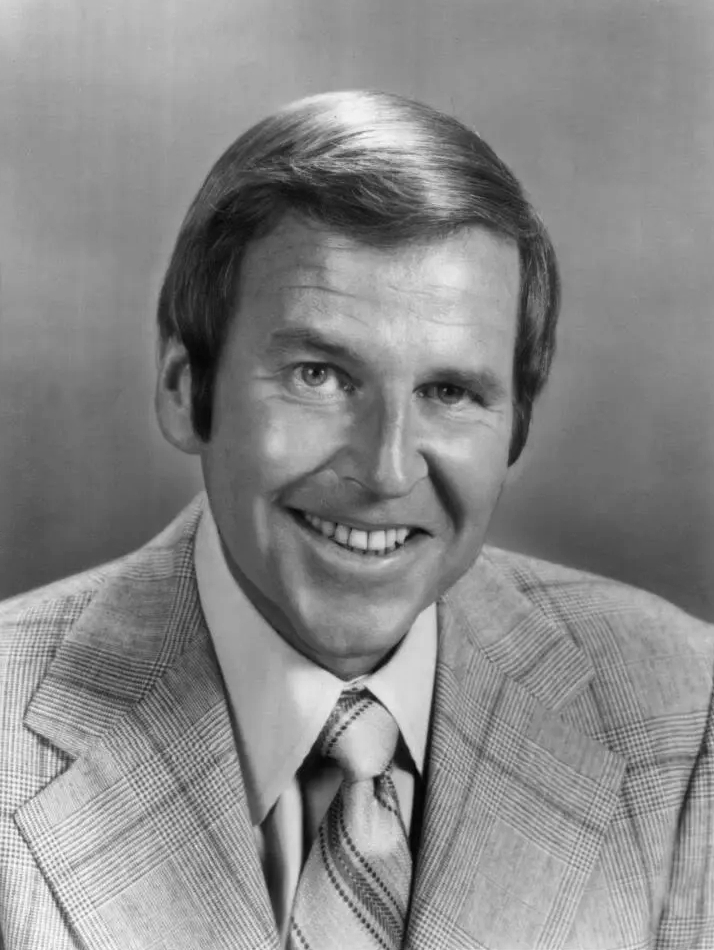
Paul Lynde (1926–1982)

- Lynde, William Pitt (1817–1885), US-amerikanischer Politiker
- Lyndech, Johannes de, Bürgermeister von Dresden
- Lyndell, Linda (* 1946), US-amerikanische Soulsängerin
- Lyndemann, Theodoricus († 1552), deutscher Pädagoge, Dresdner Ratsherr und Bürgermeister
- Lynden van Sandenburg, Constantijn Theodoor van (1826–1885), niederländischer Staatsmann
- Lynden, Hermann von (1547–1603), Edelmann und Soldat im Dienste des Fürstbischofs von Lüttich
- Lynden, Robert Melvil van (1843–1910), niederländischer Politiker
- Lynden, Robert von († 1610), Offizier
- Lynden-Bell, Donald (1935–2018), britischer Astronom
- Lynden-Leijten, Henriette van (1950–2010), niederländische Diplomatin
- Lynder, Frank (1916–1984), deutscher Journalist und Kaffeemakler
- Lyndin, Dmitri Wassiljewitsch (* 1964), sowjetisch-russischer Bildhauer
- Lyndon, Roger (1917–1988), US-amerikanischer Mathematiker
- Lynds, Dennis (1924–2005), amerikanischer Schriftsteller
- Lynds, Gayle (* 1950), US-amerikanische Autorin
- Lyndsay, David († 1554), schottischer Dichter

#### Lyne
- Lyne, Adrian (* 1941), britischer Filmregisseur
- Lyne, Charlie (* 1991), britischer Filmkritiker und Filmemacher
- Lyne, Charlotte (* 1965), deutsche Schriftstellerin
- Lyne, Conor (* 1993), irischer Skirennläufer
- Lyne, Lewis (1899–1970), britischer Offizier und Generalmajor des Heeres
- Lyne, Michael (1919–1997), britischer Offizier der Luftstreitkräfte des Vereinigten Königreichs
- Lyne, Rebecca (* 1982), britische Mittelstreckenläuferin
- Lyne, Timothy Joseph (1919–2013), US-amerikanischer Geistlicher, Weihbischof in Chicago
- Lyne, William (1844–1913), australischer Politiker, Premier von New South Wales und Bundesminister
- Lyneel, Julien (* 1990), französischer Volleyball- und Beachvolleyballspieler
- Lyneis, Claude (* 1943), US-amerikanischer Physiker
- Lynen, Feodor (1911–1979), deutscher Biochemiker, Nobelpreisträger für Medizin 1964Feodor Lynen (1911–1979)

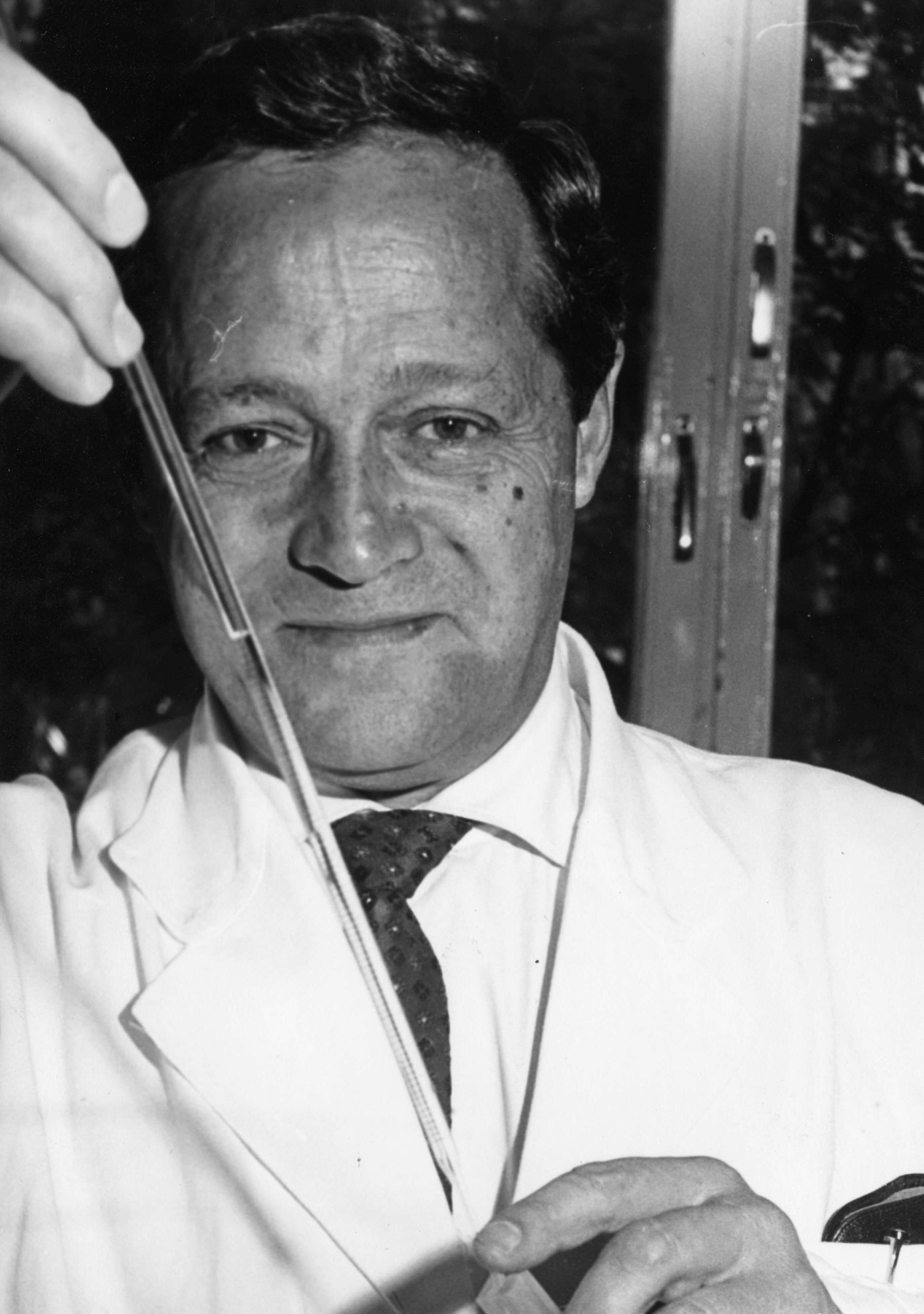
Feodor Lynen (1911–1979)

- Lynen, Patrick (* 1967), deutscher Hörfunkmoderator und Medienberater
- Lynen, Peter Michael (1948–2022), deutscher Jurist und Hochschullehrer an der Hochschule für Musik und Tanz Köln
- Lynen, Robert (1920–1944), französischer Schauspieler und Résistance-Kämpfer
- Lynen, Senne (* 1999), belgischer FußballspielerSenne Lynen (* 1999)

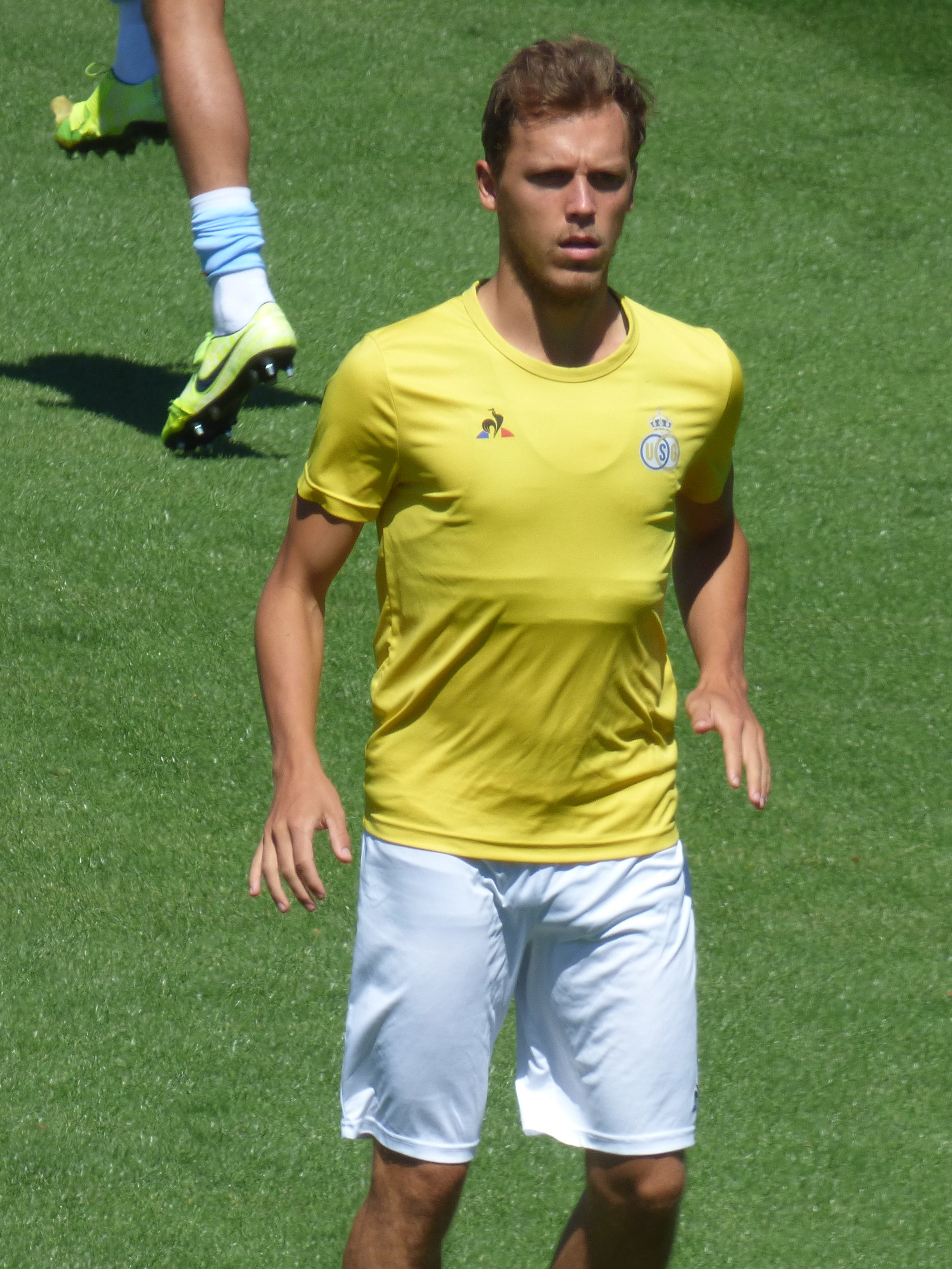
Senne Lynen (* 1999)

- Lynen, Wilhelm (1861–1920), deutscher Maschinenbauingenieur und Hochschullehrer
- Lynes, Carlos (1910–2007), US-amerikanischer Romanist
- Lynes, Frank (1858–1913), US-amerikanischer Komponist, Organist und Musikpädagoge
- Lynes, George Platt (1907–1955), US-amerikanischer Fotograf
- Lynes, Martin (* 1968), australischer Schauspieler
- Lynes, Roy (* 1943), britischer Keyboarder
- Lyness, Chris (* 1980), kanadischer Eishockeyspieler

#### Lyng
- Lyng, Alexander (* 2004), dänischer Fußballspieler
- Lyng, Bjørn (1925–2006), norwegischer Erfinder und Großunternehmer
- Lyng, Emil (* 1989), dänischer Fußballspieler
- Lyng, John (1905–1978), norwegischer Politiker (Høyre), Mitglied des Storting
- Lyng, Richard Edmund (1918–2003), US-amerikanischer Politiker
- Lyng, Sandra (* 1987), norwegische Sängerin
- Lyngbæk, Sigurd (1881–1966), dänischer Kaufmann
- Lyngbø, Dagfinn (* 1972), norwegischer Komiker und Schauspieler
- Lyngbø, Simen (* 1998), philippinisch-norwegischer Fußballspieler
- Lyngby Jepsen, Hans (1920–2001), dänischer Schriftsteller
- Lyngbye, Hans Christian (1782–1837), dänischer Pfarrer und Botaniker
- Lyngdoh, Brington Buhai (1922–2003), indischer Politiker
- Lyngdoh, Victor (* 1956), indischer Geistlicher, römisch-katholischer Erzbischof von Shillong
- Lynge, Albrecht († 1800), grönländischer Jäger
- Lynge, Apollo (1940–2002), grönländischer Skilangläufer
- Lynge, Aqqaluk (* 1947), grönländischer Politiker (Inuit Ataqatigiit), Schriftsteller, Regisseur und Journalist
- Lynge, Augo (1899–1959), grönländischer Politiker, Lehrer und Schriftsteller
- Lynge, Finn (1933–2014), grönländischer Politiker (Siumut), Pastor, Aktivist, Schriftsteller und Intendant
- Lynge, Frederik (1889–1957), grönländischer Politiker, Kaufmann und Lehrer
- Lynge, Hans (1906–1988), grönländischer Schriftsteller, Maler, Bildhauer, Komponist, Katechet und Landesrat
- Lynge, Hans (1916–1985), grönländischer Landesrat
- Lynge, Hans Anthon (* 1945), grönländischer Schriftsteller, Übersetzer, Lehrer und Drehbuchautor
- Lynge, Inge (* 1928), dänische Psychiaterin
- Lynge, Klaus (1902–1981), grönländischer Landesrat, Kaufmann, Richter und Journalist
- Lynge, Kristoffer (1894–1967), grönländischer Redakteur, Buchdrucker, Intendant, Schriftsteller, Übersetzer und Landesrat
- Lynge, Laannguaq (* 1943), grönländische Politikerin (Siumut) und Bibliothekarin
- Lynge, Nauja (* 1965), grönländisch-dänische Schriftstellerin
- Lynge, Niels (1880–1965), grönländischer Pastor, Katechet, Maler, Dichter und Landesrat
- Lynge, Niels Henrik (* 1937), grönländischer Journalist, Übersetzer und Musiker
- Lynge, Ole (* 1956), grönländischer Politiker (Inuit Ataqatigiit) und Gewerkschafter
- Lynge, Pipaluk (* 1984), grönländische Politikerin (Inuit Ataqatigiit)
- Lynge, Steen (* 1963), grönländischer Politiker (Demokraatit)
- Lynge, Torben Emil (1940–2023), grönländischer Politiker und Lehrer
- Lyngedal, Åsunn (* 1968), norwegische Juristin und Politikerin
- Lyngemark, Per (1941–2010), dänischer Radrennfahrer
- Lynggaard, Alexander (* 1990), dänischer Handballspieler
- Lyngstad, Anni-Frid (* 1945), schwedische Sängerin, ABBA-MitgliedAnni-Frid Lyngstad (* 1945)

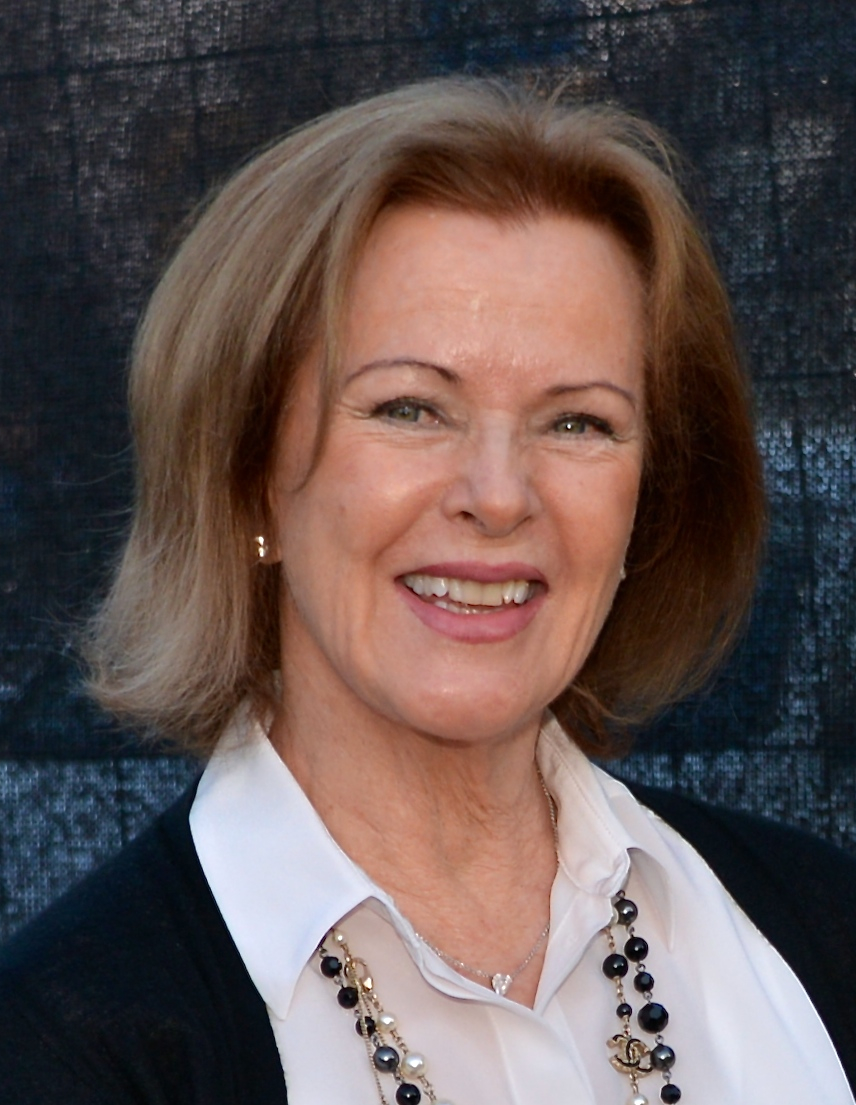
Anni-Frid Lyngstad (* 1945)

- Lyngstad, Bjarne (1901–1971), norwegischer Politiker (Venstre), Minister und Landwirt
- Lyngvild, Jim (* 1978), dänischer Designer und Schriftsteller
- lyNgwedha, Nembulungo, erster König von Ondonga

#### Lyni
- Lyniv, Oksana (* 1978), ukrainische Dirigentin

#### Lynj
- Lynja (1956–2024), US-amerikanische Internet-Köchin

#### Lynk
- Lynk, Michael (* 1952), kanadischer Jurist, Hochschullehrer und UN-Sonderbeauftragter des Menschenrechtsrates für die Palästinensischen Gebiete
- Lynker, Anna (1834–1928), österreichische Landschafts- und Genremalerin

#### Lynl
- Lynley, Carol (1942–2019), US-amerikanische Schauspielerin

#### Lynn
- Lynn, Alex (* 1993), britischer Automobilrennfahrer
- Lynn, Amber (* 1964), US-amerikanische PornodarstellerinAmber Lynn (* 1964)

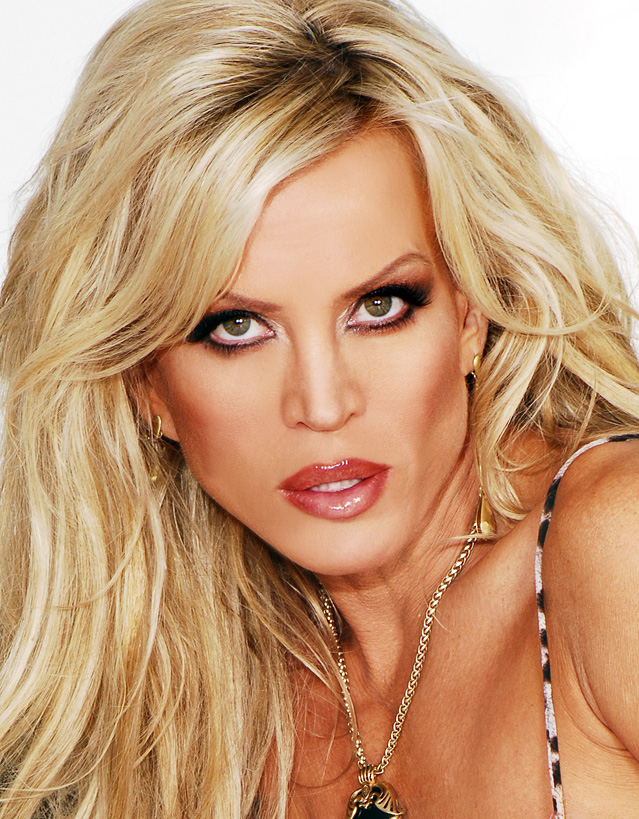
Amber Lynn (* 1964)

- Lynn, Anthony (* 1968), US-amerikanischer American-Football-Spieler und -Trainer
- Lynn, Barbara (* 1942), US-amerikanische Sängerin, Gitarristin und Songautorin
- Lynn, Betty (1926–2021), US-amerikanische Schauspielerin
- Lynn, Bill (1933–2006), kolumbianischer Schlagzeuger, Mitglied der Band von Elvis Presley
- Lynn, Cheryl (* 1957), US-amerikanische Disco- und Soul-Sängerin
- Lynn, Cynthia (1936–2014), US-amerikanische Schauspielerin
- Lynn, Damian (* 1991), Schweizer Musiker
- Lynn, David (* 1973), englischer Golfer
- Lynn, Diana (1926–1971), US-amerikanische Schauspielerin und Pianistin
- Lynn, Elizabeth A. (* 1946), US-amerikanische Science-Fiction- und Fantasy-Schriftstellerin
- Lynn, Gina (* 1974), puerto-ricanische Pornodarstellerin
- Lynn, Ginger (* 1962), US-amerikanische Schauspielerin und PornodarstellerinGinger Lynn (* 1962)

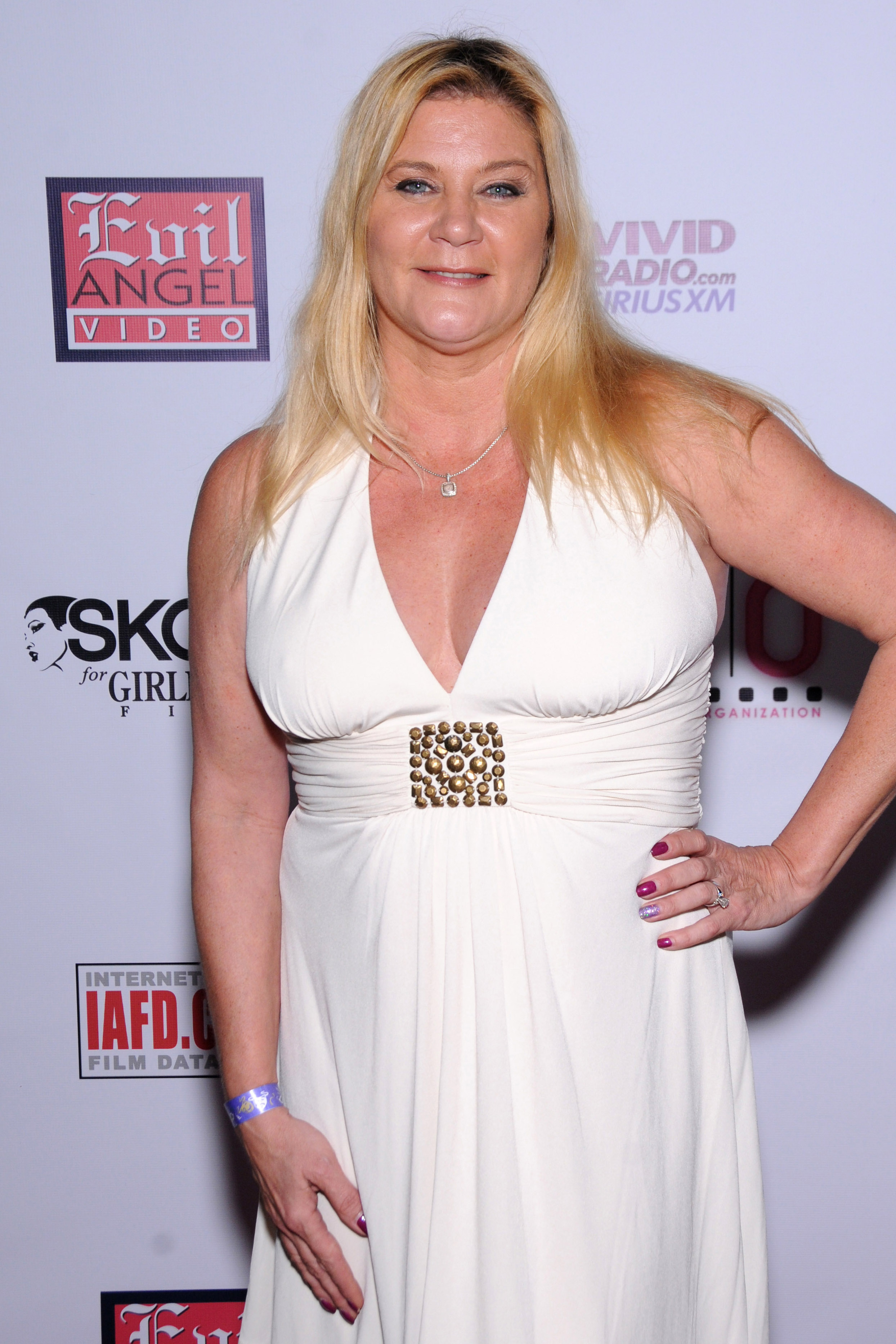
Ginger Lynn (* 1962)

- Lynn, Greg (* 1964), US-amerikanischer Architekt und Hochschullehrer
- Lynn, James Thomas (1927–2010), US-amerikanischer Politiker
- Lynn, Jamie (* 1981), US-amerikanische Pornodarstellerin und Model
- Lynn, Janet (* 1953), US-amerikanische Eiskunstläuferin
- Lynn, Jeffrey (1909–1995), US-amerikanischer Schauspieler
- Lynn, Jerry (* 1963), US-amerikanischer Wrestler
- Lynn, John A. (* 1943), US-amerikanischer Militärhistoriker
- Lynn, Jonathan (* 1943), britischer Schauspieler, Drehbuchautor und Filmregisseur
- Lynn, Kathleen (1874–1955), irische Politikerin
- Lynn, Kendrick (* 1982), neuseeländischer Rugbyspieler
- Lynn, Krissy (* 1984), US-amerikanische Pornodarstellerin und Schauspielerin
- Lynn, Laura (* 1976), belgische Schlagersängerin
- Lynn, Lera (* 1984), US-amerikanische Singer-Songwriterin
- Lynn, Loretta (1932–2022), US-amerikanische CountrysängerinLoretta Lynn (1932–2022)

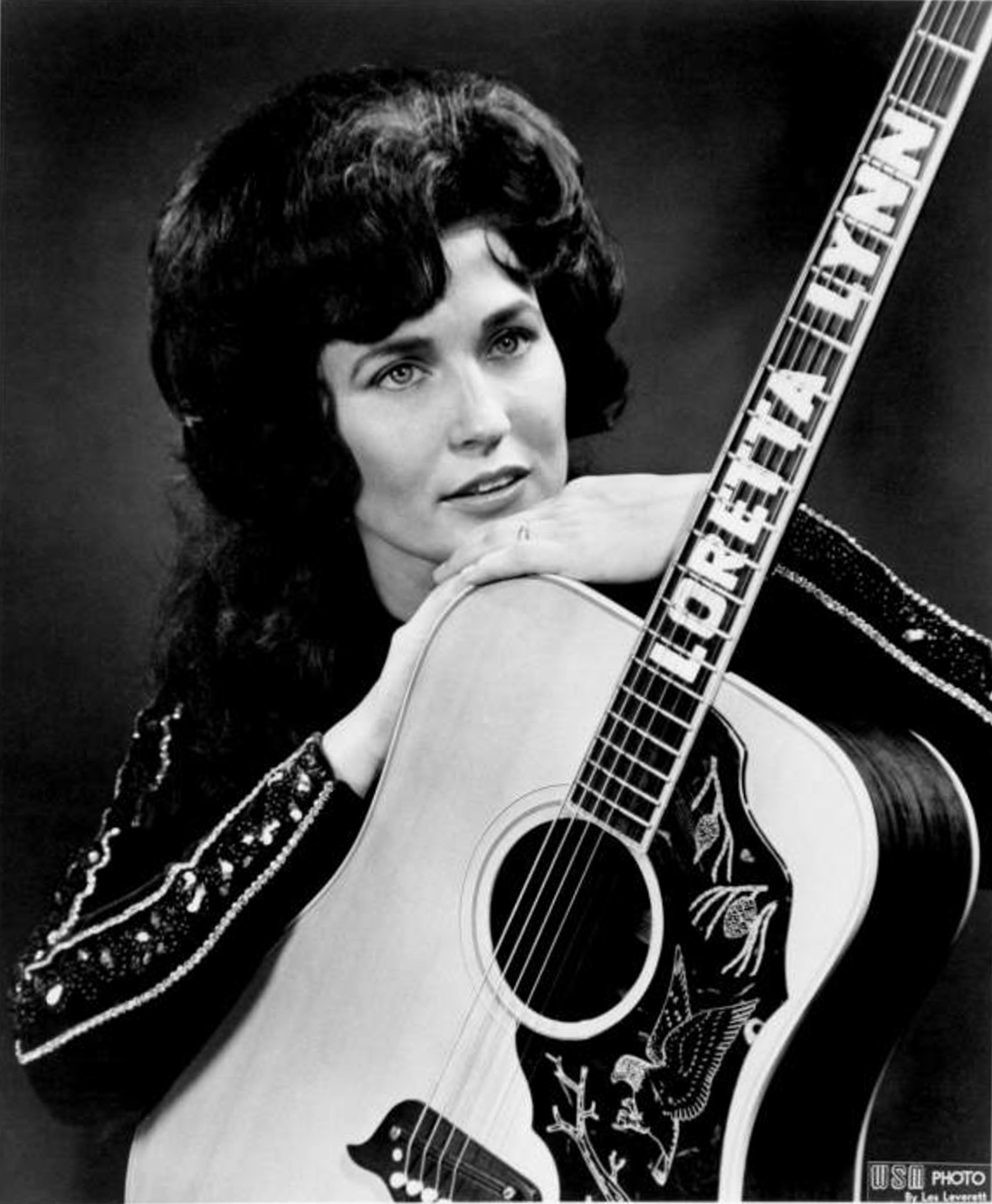
Loretta Lynn (1932–2022)

- Lynn, Michael (* 1980), US-amerikanischer Internet-Sicherheitsexperte
- Lynn, Nathan (* 1992), südafrikanischer Schauspieler
- Lynn, Peter (* 1946), neuseeländischer Drachenbauer
- Lynn, Porsche (* 1962), US-amerikanische Pornodarstellerin
- Lynn, Richard (1930–2023), britischer Psychologe
- Lynn, Robert (1918–1982), britischer Filmregisseur
- Lynn, Robert (1922–1998), US-amerikanischer Unternehmer und Mitbegründer des Kurier-Unternehmens DHL
- Lynn, Shannon (* 1985), schottische Fußballspielerin
- Lynn, Sharon († 1963), US-amerikanische Schauspielerin
- Lynn, Todd, kanadischer Modedesigner
- Lynn, Vera (1917–2020), britische Sängerin
- Lynn, William J. (* 1954), US-amerikanischer Politiker und Sicherheitsexperte
- Lynne, Beverly (* 1973), US-amerikanische Schauspielerin und Model
- Lynne, Donna (* 1953), US-amerikanische Politikerin
- Lynne, Elizabeth (* 1948), britische Politikerin (Lib Dems), Mitglied des House of Commons, MdEP
- Lynne, Gloria (1929–2013), US-amerikanische Soul- und Jazzsängerin
- Lynne, Jeff (* 1947), britischer Musiker und Musikproduzent
- Lynne, Michael (1941–2019), US-amerikanischer Manager und Filmproduzent
- Lynne, Rockie (* 1964), US-amerikanischer Country-Sänger und -Songschreiber
- Lynne, Shelby (* 1968), US-amerikanische Sängerin und Musikerin

#### Lyno
- Lynott, John (1921–1994), US-amerikanischer Ingenieur
- Lynott, Phil (1949–1986), irischer Rockbassist, Sänger und Songwriter

#### Lyns
- Lynskey, Melanie (* 1977), neuseeländische SchauspielerinMelanie Lynskey (* 1977)

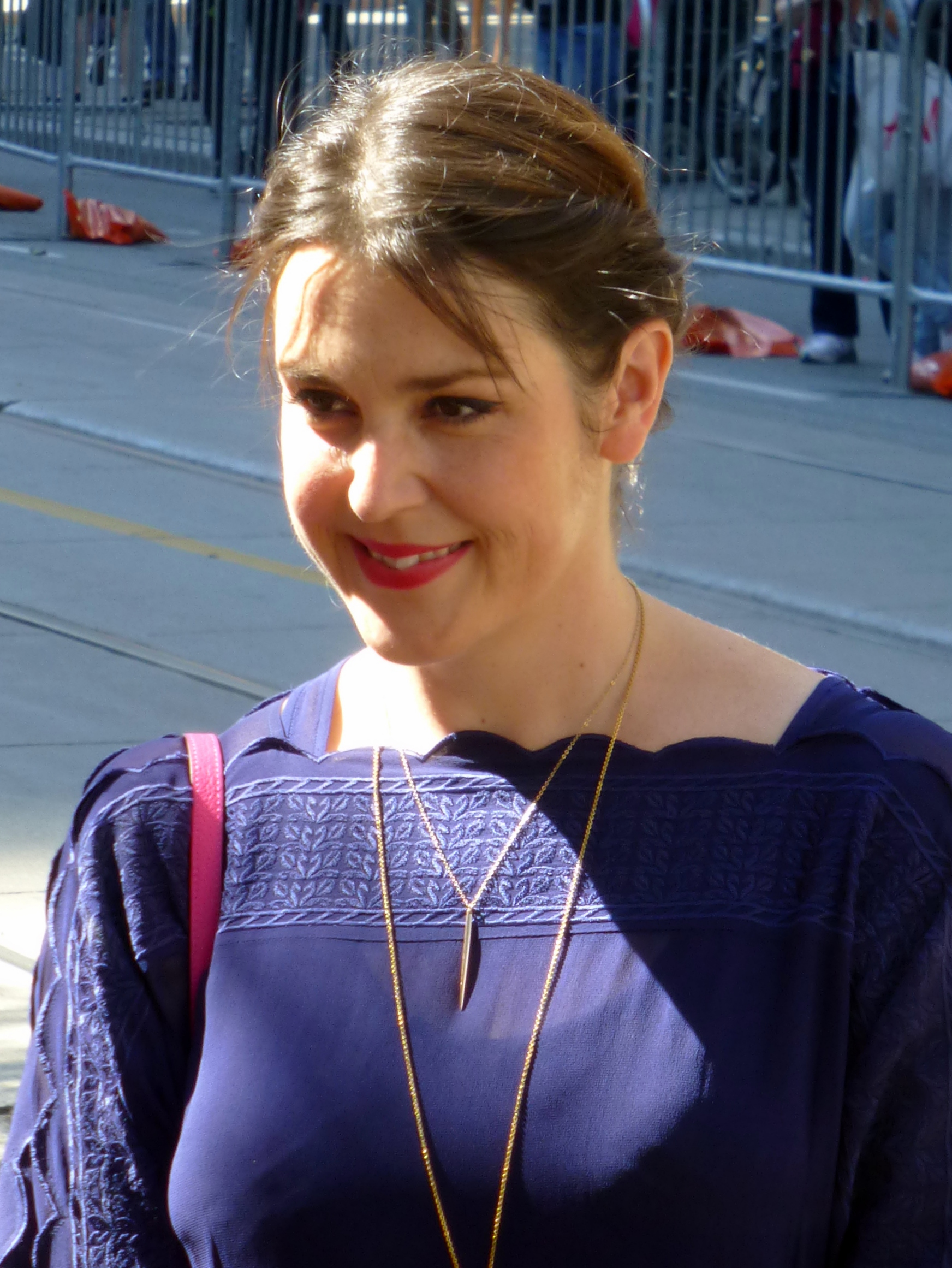
Melanie Lynskey (* 1977)

#### Lynx
- Lynx, Claudia (* 1982), iranisches Model und Schauspielerin
- Lynx, Joachim Joe (1898–1969), deutsch-britischer Schriftsteller

### Lyo
- Lyon, Amber (* 1982), US-amerikanische Journalistin und Fotografin
- Lyon, Andrew, kanadischer Biathlet
- Lyon, Annabel (* 1971), kanadische Schriftstellerin
- Lyon, Anne-Catherine (* 1963), Schweizer Politikerin (SP)
- Lyon, Arthur (1876–1952), US-amerikanischer Fechter
- Lyon, Asa (1763–1841), US-amerikanischer Politiker
- Lyon, Ben (1901–1979), US-amerikanischer Schauspieler
- Lyon, Bryce (1920–2007), US-amerikanischer Mittelalterhistoriker
- Lyon, Caleb (1822–1875), US-amerikanischer Politiker
- Lyon, Chittenden (1787–1842), US-amerikanischer Politiker
- Lyon, Corneille de († 1575), flämisch-französischer Maler
- Lyon, Danny (* 1942), US-amerikanischer Fotograf und Dokumentarfilmer
- Lyon, David (* 1948), Soziologe an der Queen’s University in Kingston (Kanada)
- Lyon, Francis D. (1905–1996), US-amerikanischer Filmregisseur und Filmeditor
- Lyon, Francis Strother (1800–1882), US-amerikanischer Politiker
- Lyon, George (1858–1938), kanadischer Golfspieler und Sportfunktionär
- Lyon, George (* 1956), schottischer Politiker, MdEP
- Lyon, George (* 1984), südafrikanischer Eishockeyspieler
- Lyon, George Francis (1795–1832), britischer Seefahrer
- Lyon, Harold C. (1935–2019), US-amerikanischer Wissenschaftler, Didaktiker, Psychologe und Autor
- Lyon, Hilda (1896–1946), britische Ingenieurin
- Lyon, Homer L. (1879–1956), US-amerikanischer Politiker
- Lyon, James Frederick (1775–1842), britischer Generalleutnant und Gouverneur von Barbados
- Lyon, Jimmy (1921–1984), US-amerikanischer Jazzpianist
- Lyon, Jonathan (* 1974), amerikanischer Historiker
- Lyon, Liese (* 1973), österreichische Schauspielerin
- Lyon, Lisa (1953–2023), US-amerikanische Bodybuilderin
- Lyon, Lucius (1800–1851), US-amerikanischer Politiker
- Lyon, Marcus Ward (1875–1942), US-amerikanischer Mammaloge, Pathologe und Parasitologe
- Lyon, Mary (1797–1849), US-amerikanische Pädagogin, Schulgründerin und Frauenrechtlerin
- Lyon, Mary Frances (1925–2014), britische Genetikerin
- Lyon, Matthew (1749–1822), US-amerikanischer Politiker
- Lyon, Nathaniel (1818–1861), General des Amerikanischen Bürgerkrieges
- Lyon, Nick (* 1970), US-amerikanischer Filmregisseur und Drehbuchautor
- Lyon, Otto (1853–1912), deutscher Pädagoge
- Lyon, Patrick, 1. Lord Glamis (1402–1459), schottischer Adliger und Höfling
- Lyon, Percy Hugh Beverley (1893–1986), britischer Schuldirektor und Schriftsteller
- Lyon, Phyllis (1924–2020), US-amerikanische Journalistin und LGBT-Aktivistin
- Lyon, Richard (1939–2019), US-amerikanischer Ruderer
- Lyon, Richard A. (1914–1994), US-amerikanischer Fotograf
- Lyon, Robert (* 1789), britischer Siedler in Australien
- Lyon, Rosa (* 1979), österreichische Journalistin und Fernsehmoderatorin
- Lyon, Sterling (1927–2010), kanadischer Politiker, Staatsanwalt und Richter
- Lyon, Sue (1946–2019), US-amerikanische Filmschauspielerin
- Lyon, Ursula (* 1928), Yogalehrerin und buddhistische Meditationslehrerin in der Theravada-Tradition
- Lyon, Walter (1853–1933), US-amerikanischer Jurist und Politiker
- Lyon, William A. (1903–1974), US-amerikanischer Filmeditor
- Lyon, William C. (1841–1908), US-amerikanischer Politiker
- Lyon, Willie (1912–1962), englischer Fußballspieler
- Lyon-Dalberg-Acton, John, 3. Baron Acton (1907–1989), britischer Peer
- Lyon-Dalberg-Acton, Richard, 2. Baron Acton (1870–1924), britischer Peer und Diplomat
- Lyon-Dalberg-Acton, Richard, 4. Baron Acton (1941–2010), britischer Politiker und Peer
- Lyonet, Pieter (1707–1789), niederländischer Jurist, Übersetzer, Kryptologe, Naturforscher, Kupferstecher, Zeichner, Kunstsammler und Naturaliensammler
- Lyongrün, Arnold (1871–1935), deutscher Maler und Grafiker
- Lyonne, Natasha (* 1979), US-amerikanische SchauspielerinNatasha Lyonne (* 1979)

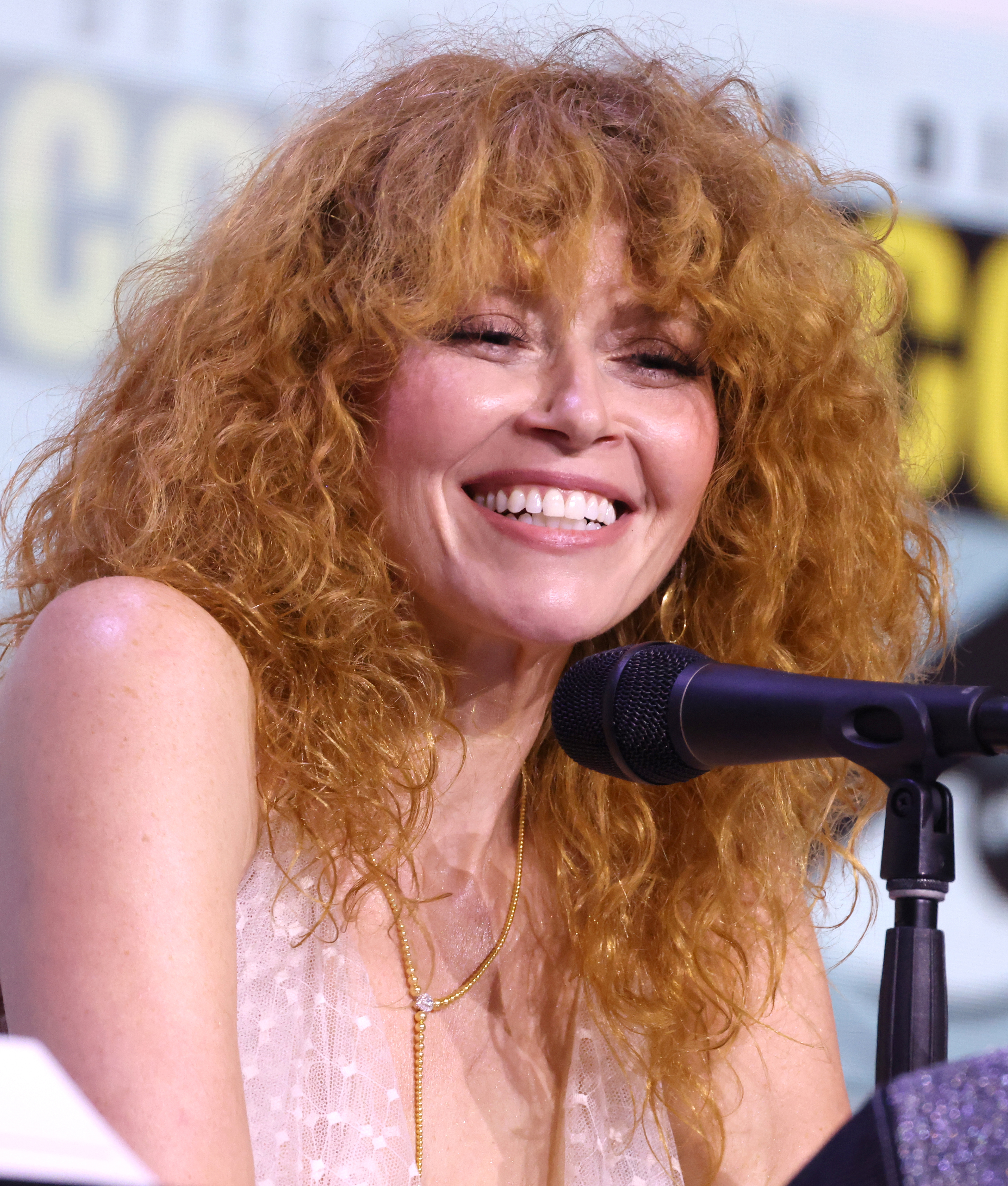
Natasha Lyonne (* 1979)

- Lyons, Brad (* 1997), schottischer Fußballspieler
- Lyons, Braham, Baron Lyons of Brighton (1918–1978), britischer Journalist und PR-Berater
- Lyons, Charles R. (1933–1999), US-amerikanischer Literaturwissenschaftler
- Lyons, David (* 1976), australischer Schauspieler
- Lyons, David B., US-amerikanischer Offizier, Generalmajor der US Air Force
- Lyons, Denis (1792–1825), irischer römisch-katholischer Geistlicher und ernannter Apostolischer Vikar von Nova Scotia
- Lyons, Denis (1935–2014), irischer Politiker (Fianna Fáil)
- Lyons, Donal, irischer Politiker
- Lyons, Edmund, 1. Baron Lyons (1790–1858), britischer Admiral und Diplomat
- Lyons, Edward (1926–2010), britischer Politiker, Mitglied des House of Commons
- Lyons, Eleanor, australische Sängerin (Sopran)
- Lyons, Elena (* 1973), US-amerikanische Schauspielerin
- Lyons, Enid (1897–1981), australische Politikerin
- Lyons, Eugene (1898–1985), US-amerikanischer Journalist und Buchautor
- Lyons, Fay-Ann (* 1980), trinidadische Soca-Musikerin
- Lyons, Francis Stewart Leland (1923–1983), irischer Historiker
- Lyons, Graham (1936–2024), britischer Musiker (Holzblasinstrumente), Komponist und Arrangeur
- Lyons, James (1801–1882), US-amerikanischer Jurist und Politiker
- Lyons, James (1960–2007), US-amerikanischer Filmeditor und Schauspieler
- Lyons, Jean († 2005), kanadische Pianistin und Musikpädagogin
- Lyons, Jennifer (* 1977), US-amerikanische SchauspielerinJennifer Lyons (* 1977)

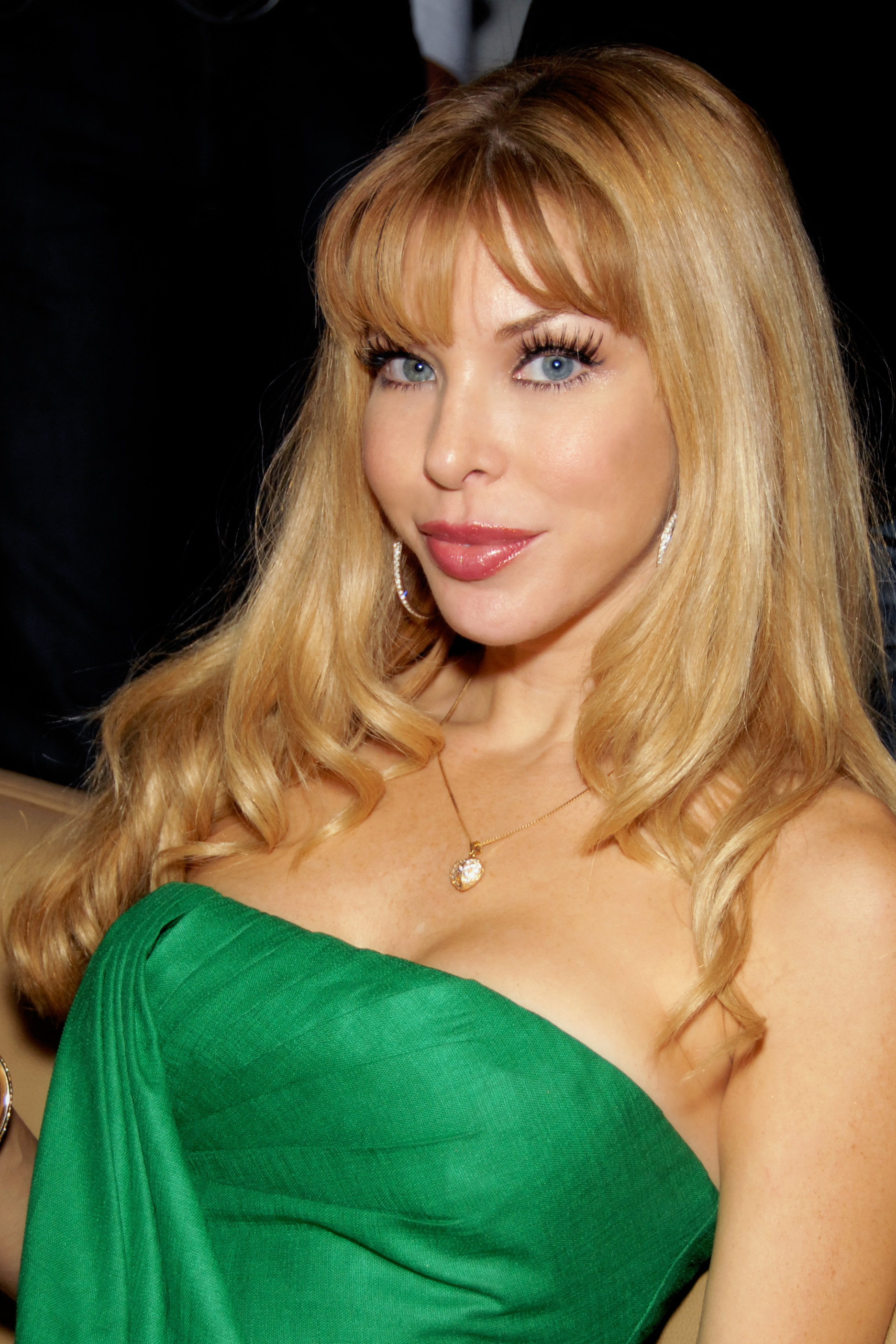
Jennifer Lyons (* 1977)

- Lyons, Jimmy (1933–1986), US-amerikanischer Jazzmusiker
- Lyons, John (1863–1927), australischer Cricketspieler
- Lyons, John (1900–1971), US-amerikanischer Eishockeyspieler
- Lyons, John (1932–2020), britischer Sprachwissenschaftler
- Lyons, John (* 1970), britischer Filmproduzent
- Lyons, John (* 1977), irischer Politiker
- Lyons, John J. († 1945), US-amerikanischer Politiker (Republikanische Partei)
- Lyons, Joseph (1879–1939), australischer Politiker und Premierminister
- Lyons, Kieran (* 1989), australische Schachspielerin
- Lyons, Maritcha (1848–1929), US-amerikanische Lehrerin sowie Bürger- und Frauenrechtlerin
- Lyons, Michael (1910–1991), irischer Politiker (Fine Gael)
- Lyons, Mick (* 1951), englischer Fußballspieler und -trainer
- Lyons, Nancy (* 1930), australische Schwimmerin
- Lyons, Pat, US-amerikanischer Pokerspieler
- Lyons, Patrick Francis (1903–1967), australischer Geistlicher
- Lyons, Paul (* 1977), englischer Fußballspieler
- Lyons, Phyllis (* 1960), US-amerikanische Schauspielerin
- Lyons, Richard (* 1945), US-amerikanischer Mathematiker
- Lyons, Richard (* 1979), britischer Automobilrennfahrer
- Lyons, Richard, 1. Viscount Lyons (1817–1887), britischer Adliger und Diplomat
- Lyons, Robert (* 1974), US-amerikanischer Schauspieler und Regisseur
- Lyons, Stephen R., US-amerikanischer General
- Lyons, Taylor (* 1987), US-amerikanische Skispringerin
- Lyons, Ted (1900–1986), US-amerikanischer Baseballspieler und -manager
- Lyons, Terence (* 1953), britischer Mathematiker
- Lyons, Thomas William (1923–1988), US-amerikanischer Geistlicher und römisch-katholischer Weihbischof in Washington
- Lyons, William (1901–1985), britischer Unternehmer, Gründer der Automarke Jaguar
- Lyons, Zoe (* 1971), britische Komikerin
- Lyot, Bernard Ferdinand (1897–1952), französischer Astronom
- Lyotard, Jean-François (1924–1998), französischer Philosoph und Literaturtheoretiker der PostmoderneJean-François Lyotard (1924–1998)

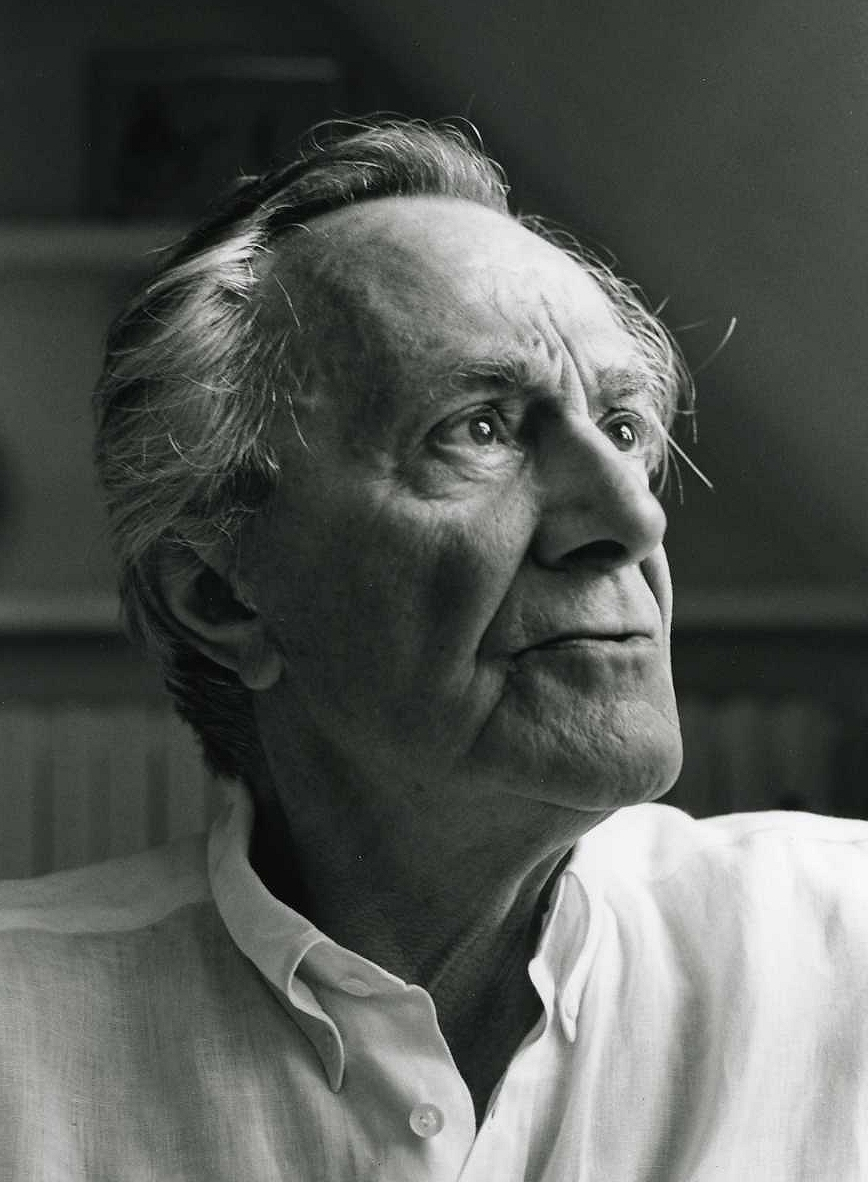
Jean-François Lyotard (1924–1998)

### Lyp
- Lypa, Iwan (1865–1923), ukrainischer Schriftsteller, Arzt und Politiker
- Lypa, Jurij (1900–1944), ukrainischer Arzt, Schriftsteller, Dichter, Journalist, Publizist und ein Ideologe des ukrainischen Nationalismus
- Lypkiwskyj, Wassyl (1864–1937), ukrainischer Metropolit, Bildungsaktivist, Reformer, Journalist, Schriftsteller, Übersetzer
- Lypowezka, Mlada (1897–1963), italienische Sängerin, Übersetzerin und Journalistin
- Lypp, Maria (1935–2022), deutsche Germanistin
- Lypskyj, Wolodymyr (1863–1937), ukrainisch-sowjetischer Botaniker
- Lypynskyj, Wjatscheslaw (1882–1931), ukrainischer Historiker, politischer Philosoph, Publizist und Botschafter

### Lyr
- Lyr, Horst (1926–2025), deutscher Phytopathologe und Hochschulprofessor
- Lyra, Beatriz, brasilianische Schauspielerin
- Lyra, Carlos (1933–2023), brasilianischer Musiker
- Lyra, Carmen (1887–1949), costaricanische Autorin, Bildungsaktivistin und Gewerkschafterin
- Lyra, Christian (* 1966), deutscher Drehbuchautor und Filmproduzent
- Lyra, Friedrich Wilhelm (1794–1848), Verwaltungsbeamter, Archivar und Autor
- Lyra, Justus Wilhelm (1822–1882), deutscher Pastor und Lieddichter
- Lyra, Kay (* 1971), brasilianische Musikerin (Gesang, Gitarre, Komposition)
- Lyra, Viviane (* 1993), brasilianische Leichtathletin
- Lyrberg, Patrik (* 1976), schwedischer Schachspieler
- Lyrbring, Anders (* 1978), schwedischer Schwimmer
- Lyre, Holger (* 1965), deutscher Philosoph
- Lyresius, Martin († 1611), deutscher Bischof und Weihbischof in Eichstätt
- Lyrics Born (* 1972), japanisch-US-amerikanischer Hip-Hopper
- Lyrvall, Björn (* 1960), schwedischer Diplomat und Botschafter seines Landes in den Vereinigten Staaten

### Lys
- Lys, Alex, deutscher Sänger, Songwriter und Musikproduzent
- Lys, Eva (* 2002), deutsche TennisspielerinEva Lys (* 2002)

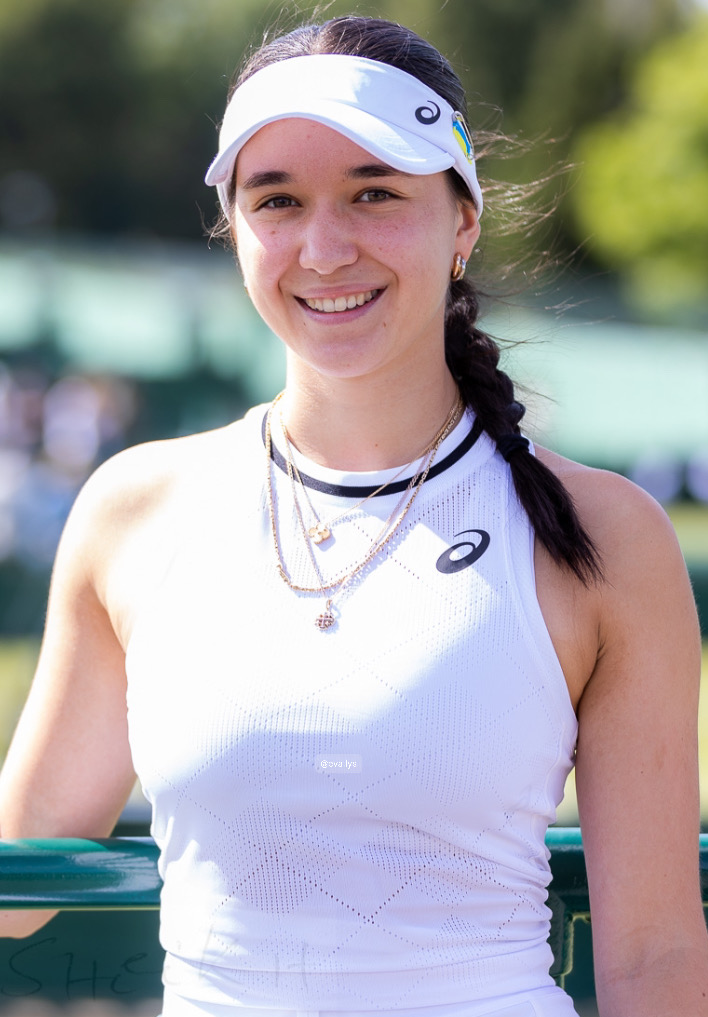
Eva Lys (* 2002)

- Lys, Gunther R. (1907–1990), deutsch-israelischer Schriftsteller
- Lys, Lya (1908–1986), russisch- und französischstämmige, naturalisierte US-Schauspielerin
- Lysacek, Evan (* 1985), US-amerikanischer Eiskunstläufer
- Lysaght, Averil Margaret (1905–1981), neuseeländische Biologin und Naturhistorikerin
- Lysak, Brett (* 1980), kanadischer Eishockeyspieler
- Lysak, John (1914–2020), US-amerikanischer Kanute
- Lysak, Steve (1912–2002), US-amerikanischer Kanute
- Lysander († 395 v. Chr.), spartanischer Staatsmann und FeldherrLysander († 395 v. Chr.)

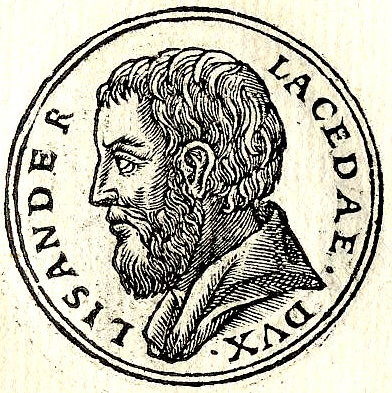
Lysander († 395 v. Chr.)

- Lysandra, Tochter von Ptolemaios I. und Eurydike
- Lysanias, Fürst in Abilene, im Neuen Testament namentlich erwähnt
- Lysanias von Kyrene, griechischer Grammatiker
- Lysbakken, Audun (* 1977), norwegischer Politiker (Sosialistisk Venstreparti), Mitglied des Storting
- Lyscheha, Oleh (1949–2014), ukrainischer Schriftsteller, Dichter, Übersetzer und Bildhauer
- Lyschik, Heinz (1938–2004), deutscher Schauspieler, Synchronsprecher, Kabarett- und Hörspiel-Autor
- Lyschin, Michail (* 1973), sowjetisch-russischer Freestyle-Skier
- Lyschina, Sofija Dmitrijewna (* 2002), russische Handballspielerin
- Lyschinska, Mary (1849–1937), englische Kindergarten- und Fröbelpädagogin
- Lyschyn, Pawel (* 1981), belarussischer Kugelstoßer
- Lyschytschko, Ruslana (* 1973), ukrainische Sängerin und Aktivistin
- Lysdahl, Espen (* 1990), norwegischer Skirennläufer
- Lysdahl, Kristin (* 1996), norwegische Skirennläuferin
- Lysdahl, Mette (* 1985), dänische Schauspielerin
- Lyse, Simen Ulstad (* 2000), norwegischer Handballspieler
- Lyseggen, Jørn (* 1968), norwegischer Unternehmer
- Lysell, Jerker (* 1989), schwedischer Orientierungsläufer
- Lysell, Ralph (1907–1987), schwedischer Designer
- Lysen, Johann Hermann Theodor († 1786), Bürgermeister in Brilon und Gewerke und Richter
- Lysenstøen, André (* 1988), norwegischer Eishockeytorwart
- Lyser, Gustav (1840–1909), deutsch-amerikanischer Journalist, Publizist und Schriftsteller
- Lyser, Johann Peter (1804–1870), deutscher Schriftsteller und Maler
- Lysette, Trace (* 1987), US-amerikanische SchauspielerinTrace Lysette (* 1987)

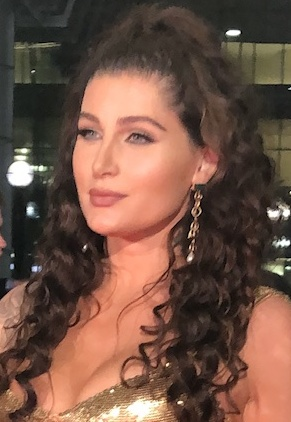
Trace Lysette (* 1987)

- Lysholm, Roger (* 1972), norwegischer Poolbillardspieler
- Lysiades, griechischer Töpfer
- Łysiak, Justyna (* 1999), polnische Volleyballspielerin
- Łysiak, Tadeusz (* 1993), polnischer Regisseur und Drehbuchautor
- Lysiak, Tom (1953–2016), kanadischer Eishockeyspieler
- Lysias, griechischer Töpfer
- Lysias († 162 v. Chr.), Regent des Seleukidenreichs
- Lysias, indo-griechischer König
- Lysias († 406 v. Chr.), athenischer Feldherr
- Lysias, attischer Redner
- Lysimachos, Ethnologe, genannt von Flavius Josephus
- Lysimachos, griechischer Grammatiker und Mytograph
- Lysimachos, Sohn von Ptolemaios II.
- Lysimachos († 281 v. Chr.), Diadoche, Statthalter von Thrakien
- Lysimachos von Akarnanien, Erzieher Alexanders des Großen
- Lysinge, Francis Teke (* 1938), kamerunischer Priester, emeritierter Bischof von Mamfe
- Lysinski, Edmund (1889–1982), deutscher Psychologe
- Lysipp, griechischer BildhauerLysipp

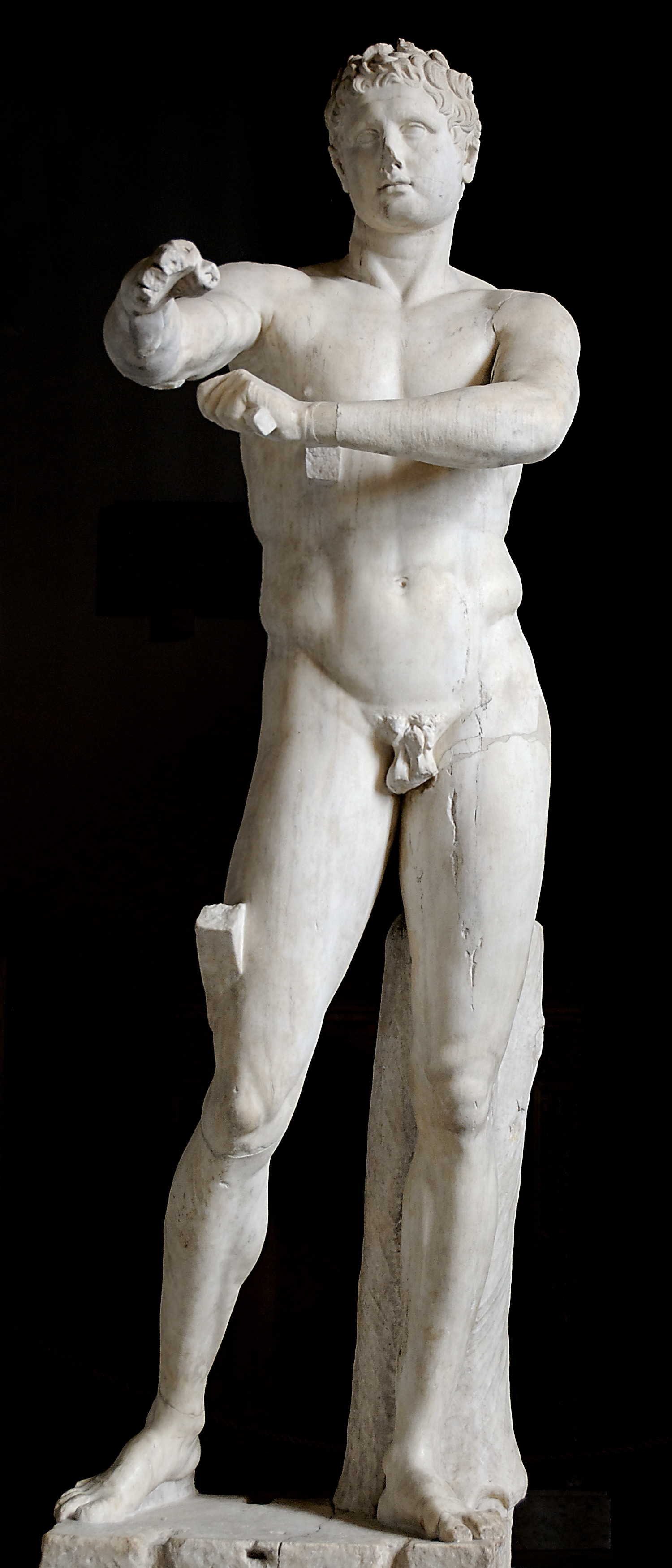
Lysipp

- Lysippides-Maler, attisch-schwarzfiguriger Vasenmaler
- Lysippus, italienischer Medailleur
- Lysis, antiker griechischer Pythagoreer
- Lysistratos, griechischer Bildhauer
- Lysius, Heinrich (1670–1731), lutherischer Theologe
- Lysjakow, Alexander (* 1975), deutscher Musikproduzent, Mixengineer, Texter, Bassist und Gitarrist
- Lyska, Arthur (* 2000), deutscher Fußballspieler
- Lyskawez, Andrej (* 1974), belarussischer Skispringer
- Lyskirchen, Constantin von (1604–1672), deutscher Bürgermeister und Gesandter bei den Westfälischen Friedensverhandlungen
- Lysko, Roman (1914–1949), griechisch-katholischer Geistlicher, Seliger
- Lyskowski, Ignacy von (1820–1886), polnischer Politiker in Preußen, MdR
- Lysne, Geir (* 1965), norwegischer Jazzmusiker (Saxophon), Komponist
- Lysø, Nils (1905–1977), norwegischer Politiker (Arbeiterpartei), Storting-Abgeordneter, Fylkesmann und Fischereiminister
- Łysohorsky, Óndra (1905–1989), tschechischer Schriftsteller, Dichter, Literaturübersetzer, Philologe, Erschaffer der literarischen lachischen Sprache
- Lysohub, Andrij (1804–1864), ukrainischer Gutsbesitzer und Mäzen
- Lysohub, Dmytro (1849–1879), ukrainischer Populist und Revolutionär im Russischen Reich
- Lysohub, Fedir (1851–1928), ukrainischer Politiker
- Lysohub, Illja (1787–1867), ukrainischer Philanthrop, Komponist, Violoncellist und Pianist sowie Freund und Unterstützer von Taras Schewtschenko
- Lysohub, Oleksandr (1790–1839), russisch-ukrainischer General, Pianist und Komponist
- Lysons, Daniel (1816–1898), britischer General, Konstabler des Towers
- Lysons, Samuel (1763–1819), englischer Altertumsforscher und Kupferstecher
- Lysov, Sergei (* 2004), israelischer Rollstuhltennisspieler
- Lyssa, Fred (1883–1950), deutscher Schauspieler, Regisseur und Filmproduktionsleiter
- Lyssarides, Joel (* 1992), schwedischer Jazzmusiker (Piano, Komposition)
- Lyssenko, Alina Alexandrowna (* 2003), russische Bahnradsportlerin
- Lyssenko, Danil Sergejewitsch (* 1997), russischer Hochspringer
- Lyssenko, Dmytro (* 1981), ukrainischer Wasserspringer
- Lyssenko, Mychajlo (1906–1972), ukrainisch-sowjetischer Bildhauer
- Lyssenko, Mykola (1842–1912), ukrainischer Komponist, Pianist und Musikwissenschaftler
- Lyssenko, Oleksandr (* 1972), ukrainischer Biathlet
- Lyssenko, Ruslan (* 1976), ukrainischer Biathlet
- Lyssenko, Tatjana Wiktorowna (* 1983), russische Hammerwerferin
- Lyssenko, Tetjana (* 1975), ukrainische Kunstturnerin
- Lyssenko, Trofim Denissowitsch (1898–1976), sowjetischer BiologeTrofim Denissowitsch Lyssenko (1898–1976)

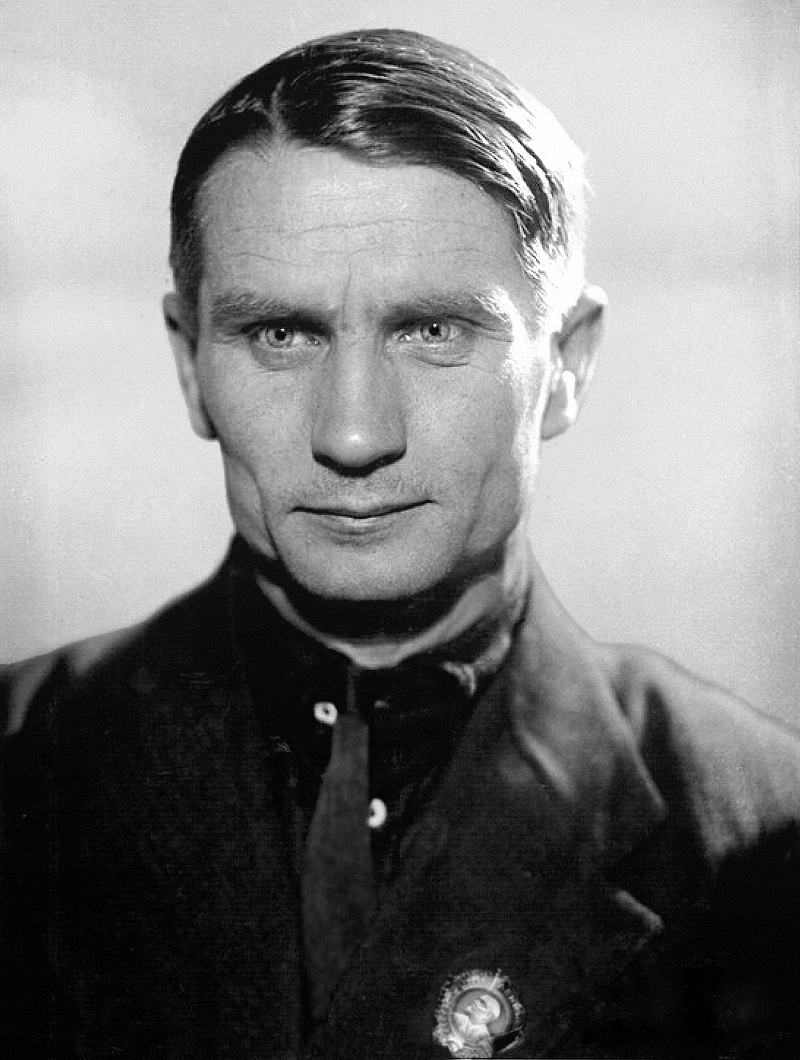
Trofim Denissowitsch Lyssenko (1898–1976)

- Lysses, Chloë des (* 1972), französische Pornodarstellerin, Schriftstellerin und Journalistin
- Lyssewski, Dörte (* 1966), deutsche Schauspielerin
- Lyssow, Michail Pawlowitsch (* 1998), russischer Fußballspieler
- Lyssy, Igor Iljitsch (* 1987), russischer Schachspieler
- Lyssy, Rolf (* 1936), Schweizer Filmregisseur und Drehbuchautor
- Lystad, Elsa (1930–2023), norwegische Schauspielerin und Komikerin
- Lystad, Magne (1932–1999), norwegischer Orientierungsläufer
- Lyster, Anthony George (1852–1920), britischer Ingenieur von Hafenanlagen
- Lyster, George Fosbery (1821–1899), britischer Hafenbau-Ingenieur
- Lyster, Neil (* 1947), neuseeländischer Radrennfahrer
- Lyster, Patrick, südafrikanischer Schauspieler
- Lyster, Thomas William (1855–1922), Direktor der Irischen Nationalbibliothek (1895–1920)
- Lyster, William Saurin (1828–1880), australischer Opernimpresario
- Lysthenius, Georg (1532–1596), Reformator und Theologe
- Lysy, Alberto (1935–2009), argentinischer Geiger, Dirigent und Violinpädagoge
- Lysyshyn, Ralph (* 1946), kanadischer Botschafter
- Lyszczan, Peter (* 1947), deutscher Fußballspieler
- Łyszczarczyk, Alan (* 1998), US-amerikanisch-polnischer Eishockeyspieler
- Łyszczarczyk, Dariusz (* 1975), polnischer Eishockeyspieler
- Łyszczyński, Kazimierz (1634–1689), polnischer Philosoph
- Lyszow, Witali Alexandrowitsch (* 1995), russischer Fußballspieler

### Lyt
- Lyte, Henry Francis (1793–1847), schottischer anglikanischer Pfarrer, Theologe und Kirchenlieddichter
- Lytess, Natascha (1915–1963), deutsch-amerikanische Filmschauspielerin, Autorin und Schauspiellehrerin
- Lyth, David (* 1940), britischer Astrophysiker und Kosmologe
- Lythe, Kendal (* 1980), britische Biathletin und Skilangläuferin
- Lythgoe, Albert M. (1868–1934), US-amerikanischer Ägyptologe
- Lytle, Devin (* 1988), US-amerikanische Schauspielerin, Model und Tänzerin
- Lytle, Johnny (1932–1995), US-amerikanischer Vibraphonist und Schlagzeuger des Hardbop und Soul Jazz
- Lytle, Marshall (1933–2013), US-amerikanischer Bassist und Sänger
- Lytle, Michael (* 1945), US-amerikanischer Komponist und Jazzmusiker
- Lytle, Robert Todd (1804–1839), US-amerikanischer Politiker der Demokratischen Partei
- Lytle, Taylor (* 1989), US-amerikanische Fußballspielerin
- Lytle, William Haines (1826–1863), US-amerikanischer Politiker, Dichter und Offizier
- Lytowchenko, Maryna (* 1991), ukrainische Behindertensportlerin im Tischtennis
- Lytowtschenko, Hennadij (* 1963), ukrainischer Fußballspieler und -trainer
- Lytowtschenko, Tetjana (* 1982), ukrainische Biathletin
- Lytras, Nikiforos (1832–1904), griechischer Maler
- Lytras, Nikolaos (1883–1927), griechischer Maler
- Lytschkina, Olga Alexejewna (* 1968), sowjetisch-russische Freestyle-Skierin
- Lyttelton, Alfred (1857–1913), englischer Cricketspieler und Politiker
- Lyttelton, Charles, 10. Viscount Cobham (1909–1977), britischer Adliger und Generalgouverneur von Neuseeland
- Lyttelton, Charles, 8. Viscount Cobham (1842–1922), britischer Peer und Politiker (Liberal Party)
- Lyttelton, George, 1. Baron Lyttelton (1709–1773), britischer Staatsmann, Geschichtsschreiber und Dichter
- Lyttelton, George, 4. Baron Lyttelton (1817–1876), britischer Politiker (Tories)
- Lyttelton, Humphrey (1921–2008), britischer Jazztrompeter, -Bandleader und Autor
- Lyttelton, Neville (1845–1931), britischer General, Chef des Generalstabs
- Lyttelton, Oliver, 1. Viscount Chandos (1893–1972), britischer Geschäftsmann und Politiker, Mitglied des House of Commons
- Lyttelton, Sarah, Baroness Lyttelton (1787–1870), britische Adlige und Gouvernante von Edward VII.
- Lyttelton, Thomas, 3. Viscount Chandos (* 1953), britischer Politiker (Labour) und Peer
- Lyttelton, William, 1. Baron Lyttelton (1724–1808), britischer Politiker, Kolonialgouverneur, Botschafter
- Lyttich, Johann, deutscher Lehrer, Kantor, Komponist und Herausgeber
- Lyttle, Brooklyn (* 2008), belizische Leichtathletin
- Lyttle, Kevin (* 1976), vincentischer Soca-Musiker
- Lyttle, Sancho (* 1983), vincentisch-spanische Basketballspielerin
- Lyttle, Scott (* 1984), neuseeländischer Straßenradrennfahrer
- Lyttle, William (1931–2010), britischer Exzentriker
- Lyttleton Rogers, George (1906–1962), irischer Tennisspieler
- Lyttleton, Edith Joan (1873–1945), neuseeländische Autorin von Romanen und Kurzgeschichten
- Lyttleton, Raymond Arthur (1911–1995), britischer Astronom
- Lytton, John, 5. Earl of Lytton (* 1950), britischer Peer, Politiker und Immobiliensachverständiger
- Lytton, Louisa (* 1989), britische Filmschauspielerin
- Lytton, Paul (* 1947), britischer Schlagzeuger
- Lytton, Ursula (* 1949), deutsche Kunst- und Bauhistorikerin, Germanistin, Kuratorin und PR-Consultant
- Lytton-Cobbold, David, 2. Baron Cobbold (1937–2022), englischer Adeliger und Mitglied des House of Lords
- Lytvishko, Dariia (* 1995), ukrainische Kirchenmusikerin
- Lytwyn, Wolodymyr (* 1956), ukrainischer Politiker
- Lytwynenko, Jelysaweta (* 2004), ukrainische Judoka
- Lytwynenko, Leonid (* 1949), ukrainischer Zehnkämpfer
- Lytwynenko, Tetjana, ukrainische Badmintonspielerin
- Lytwynenko, Witalij (* 1970), ukrainischer Eishockeyspieler und -trainer
- Lytwynow, Wolodymyr (* 1936), ukrainischer Übersetzer, Philosoph und Kulturwissenschaftler
- Lytwynowa-Bartosch, Pelaheja (1833–1904), ukrainische FolkloristinPelaheja Lytwynowa-Bartosch (1833–1904)

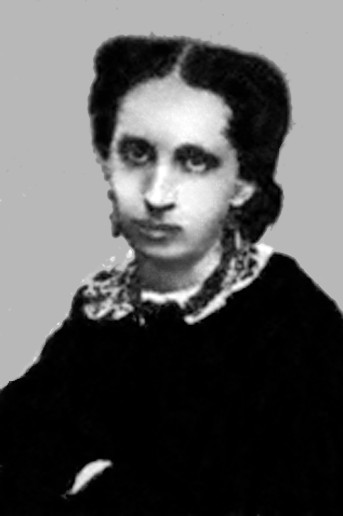
Pelaheja Lytwynowa-Bartosch (1833–1904)

- Lytwynowytsch, Spyrydon (1810–1869), ukrainischer griechisch-katholischer Erzbischof von Lemberg

### Lyu
- Lyu Xianjing (* 1998), chinesischer Radrennfahrer
- Lyu Yang (* 1993), chinesische Ruderin
- Lyu, Jianlin (* 1996), chinesischer Sportschütze
- Lyu, Yixin (* 2000), chinesischer Skispringer
- Lyubich, Mikhail (* 1959), russisch-US-amerikanischer Mathematiker

### Lyv
- Lyversberg, Jacob (1761–1834), deutscher Kunstsammler

### Lyw
- Lywood, Oswyn (1895–1957), britischer Fliegeroffizier

### Lyx
- Lyxzén, Dennis (* 1972), schwedischer Sänger

### Lyy
- Lyyski, Pekka (* 1953), finnischer Fußballtrainer
- Lyytikäinen, Jaana (* 1982), finnische Fußballspielerin
- Lyytinen, Erja (* 1976), finnische Blues-Gitarristin und Sängerin
- Lyytinen, Jaakko (* 1925), finnischer Journalist und Diplomat

### Lyz
- Łyżwiński, Stanisław (* 1954), polnischer Politiker, Mitglied des Sejm